# عمارة سلجوقية
تتألف العمارة السلجوقية من تقاليد البناء التي استخدمها السلاجقة عندما حكموا معظم الشرق الأوسط والأناضول، خلال القرنين الحادي عشر والثالث عشر. بعد القرن الحادي عشر، ساهمت الإمبراطورية السلجوقية الكبرى كثيرًا في الهندسة المعمارية الإيرانية والمناطق المحيطة بها، كما شيدت مبانيهم عمومًا من الطابوق، مع الزخارف التي تم إنشاؤها باستخدام الطوب والبلاط والجص المنحوت.حيث قدمت ابتكارات مثل التصميم المتماثل ذي الأربعة إيوانات وأول إنشاء واسع النطاق للمدارس الإسلامية.
اتصفت المنشآت المعمارية في الحقبة السلجوقية بالضخامة والاتساع وأعطيت أهمية خاصة فيها للمداخل والبوابات المزخرفة وللقباب والقبوات. كما اتصف الطراز السلجوقي باستعمال التزيينات الجصية المجسمة والملونة، ومنها ما كان على شكل أطر تحصر داخلها أشكالاً آدمية أو حيوانية معدلة، إلى جانب القاشاني الأزرق والأسود والفسيفساء. ونشأت على يد السلاجقة المدارس الدينية الملحقة بالمساجد، واحتوى مخططها المعماري صحناً مكشوفاً فيه «فسقية» تحف بها الشجيرات والزهور وتشرف عليه قاعات مقببة كل قاعة منها ذات طبقتين، ومن القاعات ما هو مخصص لسكنى الطلبة والمدرسين. أما الأضرحة من الطراز السلجوقي فمنها ما كان للأولياء أو للأمراء، وهي مربعة الشكل أو أسطوانية أو مضلعة ولكل منها قبة مستديرة الشكل أو مخروطية. كما جدران الأضرحة الخارجية فهي مزينة بالزخارف الجصية والمقرنصات والكتابة، أو يشكّل تنسيق الآجر المبنية به زخرفة مميزة.
بعد القرن الحادي عشر، خرج سلاجقة الأناضول من الإمبراطورية السلجوقية العظمى لتطوير الهندسة المعمارية الخاصة بهم. وكانت العمارة السلجوقية في الأناضول أكثر انتقائية وتأثرت بالتقاليد المعمارية الأرمنية والبيزنطية والفارسية. على عكس العمارة السلجوقية السابقة في الشرق، فقد شيدت مبانيهم عمومًا من الحجر وتميزت بزخارف منحوتة بالحجر والبلاط. وعندما تدهورت السلطنة السلجوقية وانتهت في أواخر القرن الثالث عشر، استمرت العمارة في الازدهار والتنوع في ظل إمارات الأناضول، والتي تضمنت العثمانيين الأوائل.

## العمارة السلجوقية العظيمة

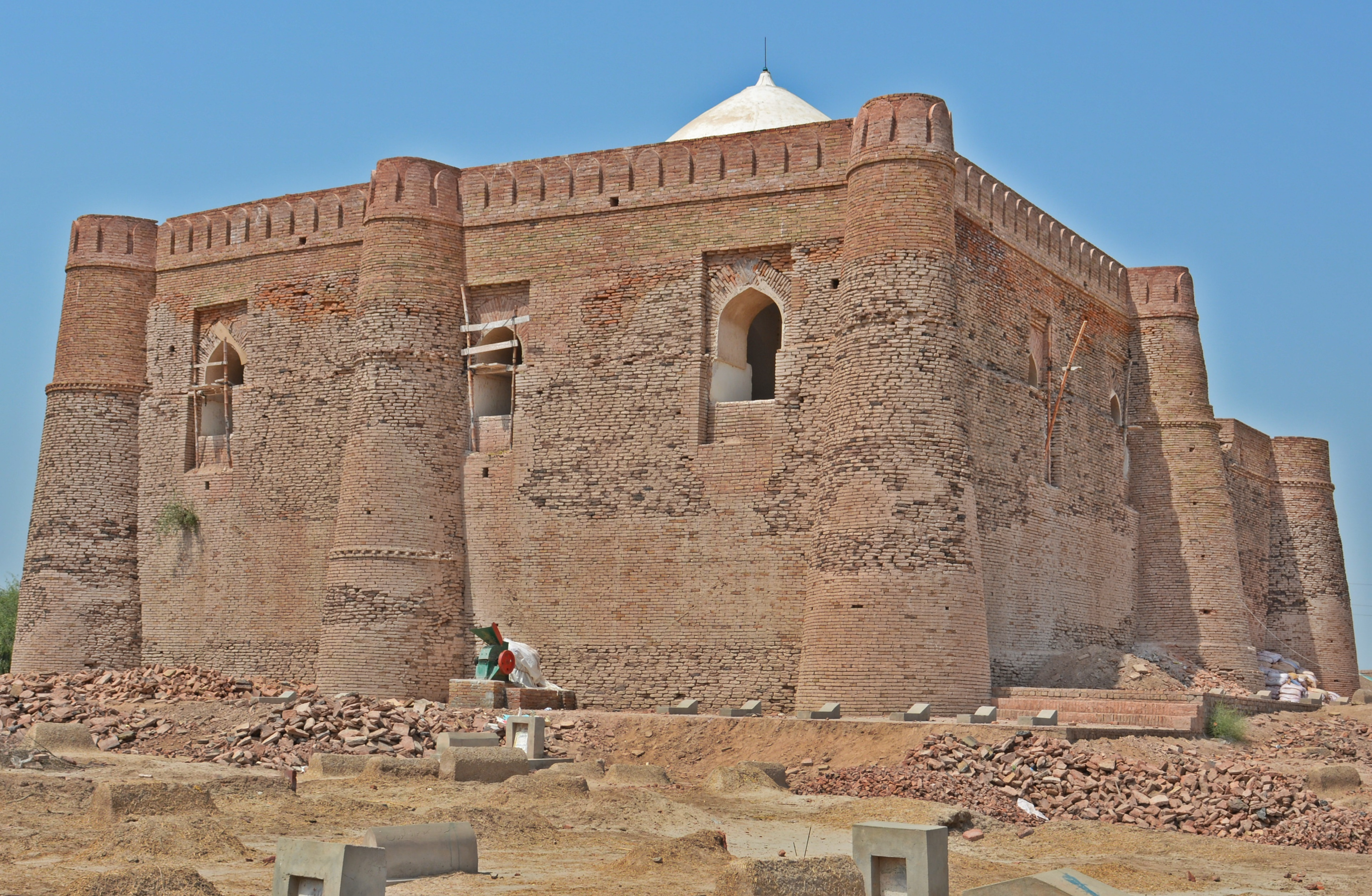
ضريح خالد وليد في وسط باكستان يتميز بالعناصر المعمارية السلجوقية التي أدخلت إلى المنطقة.

### خلفية تاريخية
أنشأ السلاجقة إمبراطوريتهم في القرن الحادي عشر، وتوسعوا داخل إيران وغيرها من الأراضي الممتدة من الهندوكوش إلى شرق الأناضول ومن آسيا الوسطى إلى الخليج العربي. في عام 1050 تم إنشاء مدينة أصفهان كعاصمة للإمبراطورية السلجوقية الكبرى تحت حكم السلطان ألب أرسلان. وكانت تركمانستان وإيران موطناً تقليدياً للبناء، حيث تم تشييد أول صروح سلجوقية دائمة. ومع ذلك، فقد دمرت الغزوات المغولية والزلازل معظم هذه المباني ولم يبق منها سوى القليل.
بعد انهيار السلاجقة العظماء في أواخر القرن الثاني عشر، شكلت العديد من السلالات التركية دولًا وإمبراطوريات أصغر. فرع من سلالة السلاجقة حكم الأناضول (المعروف أيضًا باسم سلاجقة الأناضول)، وحكم الزنكيون والأرتقيون شمال بلاد ما بين النهرين والمناطق المجاورة، وحكمت الإمبراطورية الخوارزمية إيران وآسيا الوسطى حتى الغزوات المغولية في القرن الثالث عشر. كان العصر الذهبي لسلاجقة الأناضول، وعاصمتها قونية في أوائل القرن الثالث عشر. خلال النصف الأول من حكمهم، لم ينخرط سلاجقة الأناضول في الكثير من البناء لأنهم واجهوا صراعات عسكرية وكانوا يحاولون إثبات وجودهم. بعد أن حققوا الاستقرار السياسي، وجهوا المزيد من طاقتهم نحو بناء وتطوير أسلوب معماري فريد.
تراجع سلاجقة الأناضول بعد هزيمتهم على يد المغول في معركة جبل كوسه عام 1243. في شرق الأناضول، حكم المغول الإلخانيون بشكل غير مباشر من خلال التبعية السلجوقية في البداية، وقبل تولي السيطرة المباشرة بعد 1308. ظهرت الإمارات الصغيرة محليًا، والمعروفة مجتمعة باسم إمارات الأناضول. وعندما كانت الإمبراطورية السلجوقية في حالة ضعف، فإن نشاطهم البنائي المكثف لم يتوقف. فعلى الرغم من هذا التراجع، استمر التقليد السلجوقي في العمارة إلى حد كبير واستمر في التطور في ظل هؤلاء الحكام الجدد.

### المعالم الأثرية وأنواع المباني
طور السلاجقة أنواع المباني الفريدة الخاصة بهم مثل الخانات والمدارس الإسلامية. أهم نصب تذكاري إسلامي من العصر السلجوقي العظيم هو مسجد الجامع أصفهان، والذي تم توسيعه وتعديله من قبل امراء السلاجقة في أواخر القرن الحادي عشر وأوائل القرن الثاني عشر. تمت إضافة غرفتين مقببتين رئيسيتين ومبتكرتين إليها في أواخر القرن الحادي عشر. ثم أقيمت أربعة إيوانات كبيرة حول الفناء في أوائل القرن الثاني عشر، مما أدى إلى ظهور «خطة الإيوانات الأربعة». أحدثت الخطة المكونة من أربعة إيوان ثورة في شكل ووظيفة المساجد في المنطقة وأدخلت أنواعًا جديدة من المباني التي تضم المدارس الإسلامية والقوافل التي انتشرت عبر إيران والأناضول وسوريا. بعد فترة وجيزة من العمل في أصفهان، ظهرت الخطة المكونة من أربعة إيوانات في المساجد مثل مسجد جامع زواره (بني حوالي 1135-1136) ومسجد جامع أردستان (تم تجديده بواسطة وزير سلجوقي في 1158– 1160).
ابتكار آخر من قبل السلاجقة كان «مسجد الكشك». يتميز هذا الصرح الصغير عادة بخطة غير عادية تتكون من قاعة مقببة، تقف على أقواس ذات ثلاثة جوانب مفتوحة مما يمنحها طابع الكشك. علاوة على ذلك، اتخذت المآذن التي شيدها السلاجقة بعدًا جديدًا تتبنى تفضيلًا إيرانيًا للشكل الأسطواني الذي يتميز بأنماط متقنة. كان هذا النمط مختلفًا كثيرًا عن مآذن شمال إفريقيا النموذجية ذات الشكل المربع.
في أواخر القرن الحادي عشر، أنشأ الوزير السلجوقي نظام الملك (في منصبه بين عامي 1064 و 1092) نظامًا للمدارس الحكومية أطلق عليه اسم المدارس النظامية (سميت باسمه) في العديد من المدن السلجوقية والعباسية التي تتراوح من بلاد ما بين النهرين إلى خراسان. عمليًا، لم ينج أي من هذه المدارس التي تأسست في عهد نظام الملك، على الرغم من أن البقايا الجزئية لمدرسة واحدة في خرگرد بإيران تتضمن إيوانًا ونقشًا يُنسب إلى نظام الملك. من الواضح أن السلاجقة شيدوا العديد من المدارس الإسلامية عبر إمبراطوريتهم في فترة زمنية قصيرة نسبيًا، وبالتالي انشرت هذه فكرة في المؤسسة والنماذج المعمارية التي استندت إليها الأمثلة اللاحقة. على الرغم من أنه يبدو أن المؤسسات الشبيهة بالمدارس الإسلامية كانت موجودة في إيران قبل نظام الملك، إلا أن الكثيرين يعتبرون هذه الفترة نقطة انطلاق لانتشار المدارس النظامية الأولى في جميع أنحاء العالم الإسلامي.

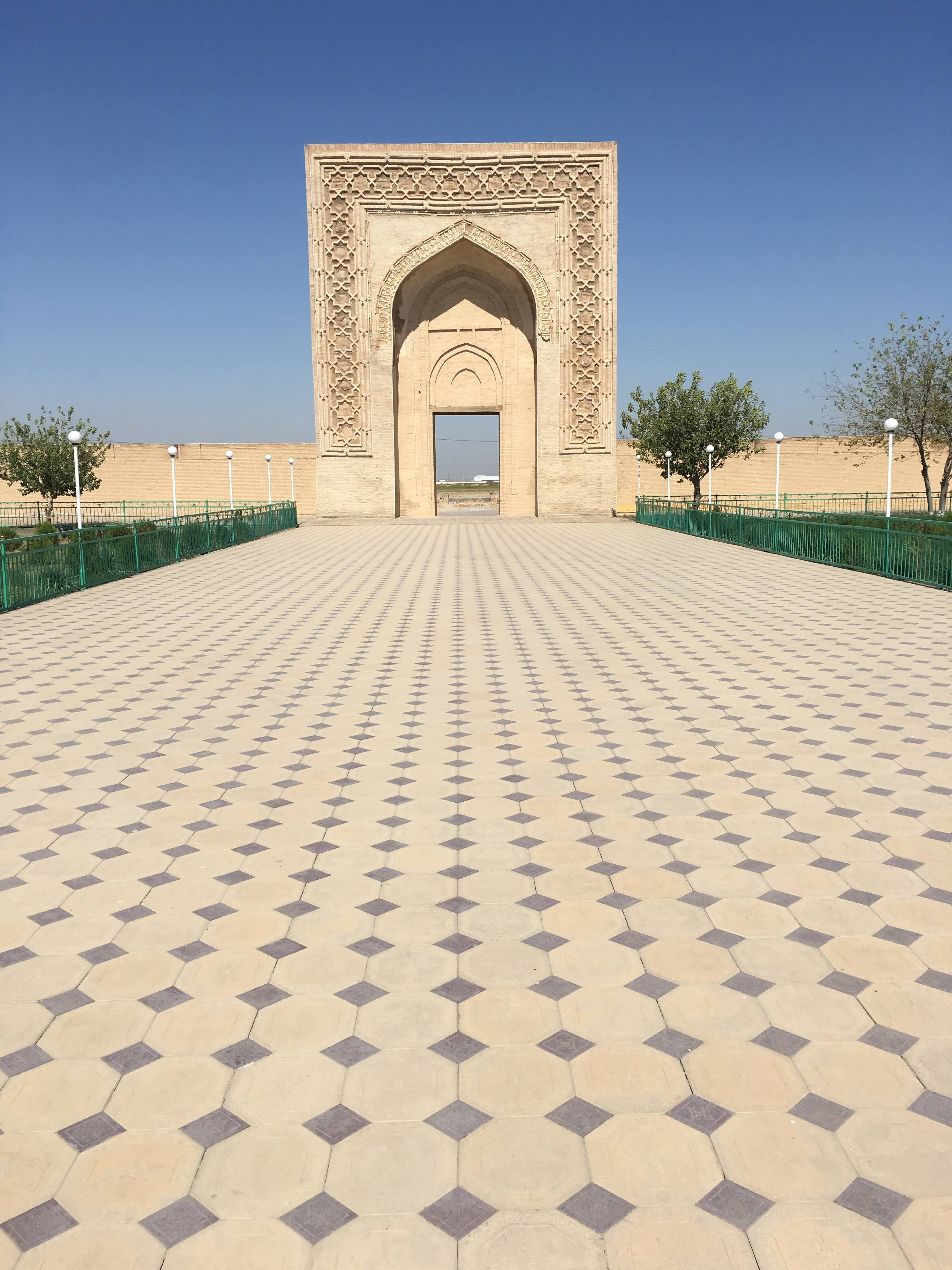
رباط ملك, أوزبكستان

تم بناء القوافل الكبيرة كوسيلة لتعزيز التجارة وتأكيد سلطة السلاجقة في الريف. كانت تتألف عادةً من مبنى بمظهر خارجي محصّن، وبوابة مدخل ضخمة، وفناء داخلي محاط بقاعات مختلفة، بما في ذلك إيوانات. بعض الأمثلة البارزة، والمحفوظة جزئيًا، هي خانات رباط ملك (حوالي 1068-1080) ورباط شرف (القرن الثاني عشر) في ما وراء النهر وخراسان، على التوالي.
واصل السلاجقة أيضًا بناء «أبراج مقابر»، وهو نوع بناء إيراني من فترات سابقة، مثل برج طغرل الذي بني في الري عام 1139. ولكن الأكثر ابتكارًا هو إدخال الأضرحة مع مخطط أرضي مربع أو متعدد الأضلاع، والذي أصبح فيما بعد شكلاً شائعًا للمقابر الضخمة. من الأمثلة المبكرة على ذلك ضريح خراقان (1068 و 1093) بالقرب من قزوين (شمال إيران)، اللذان لهما أشكال مثمنة الأضلاع، وضريح سنجر الكبير (حوالي 1152) في مرو (تركمانستان الحالية)، الذي يحتوي على قاعدة مربعة.

### المواد والديكورات
أدت ندرة الخشب في الهضبة الإيرانية إلى بروز الطابوق كمواد بناء، وخاصة الطوب المحروق عالي الجودة. كما شجع على تطوير واستخدام الأقبية والقباب لتغطية المباني، الأمر الذي أدى بدوره إلى ابتكارات في أساليب الدعم الهيكلي لهذه الخزائن. تم استغلال أنماط الترابط في البناء بالطوب في الزخارف: من خلال الجمع بين الطوب في اتجاهات مختلفة وبالتناوب بين الطوب المتراكم والطوب البارز، فيمكن من تحقيق أنماط مختلفة. وصلت هذه التقنية إلى تطورها الكامل خلال القرن الحادي عشر. في بعض الحالات، تم إدخال قطع من البلاط المزجج في الفراغات بين الطابوق لإضافة المزيد من اللون والتباين. وحفر الآجر بزخارف ونقوش على واجهات المعالم الأثرية.
بينما كانت الطوبان تُزيّن الزخارف الهندسية الإسلامية، فقد تم استخدام الجص أو الجبس أيضًا لتغطية بعض الأسطح ويمكن نحت هذه المادة بمجموعة واسعة من الزخارف النباتية والزهرية (الأرابيسك). اكتسبت أعمال البلاط والألوان أهمية متزايدة بحلول أواخر القرن الثاني عشر، وظهرت زخرفة البلاط المزجج الواسعة في العديد من المعالم الأثرية في القرن الثاني عشر. وقد تزامن ذلك مع اتجاه متزايد نحو تغطية الجدران والمساحات الكبيرة بزخارف سطحية حجبت الهيكل نفسه. أصبح هذا الاتجاه أكثر وضوحًا في العمارة الإيرانية وآسيا الوسطى اللاحقة.
شهد القرن الحادي عشر انتشار تقنية المقرنصات في الزخرفة في جميع أنحاء العالم الإسلامي، على الرغم من أن أصولها الدقيقة والطريقة التي انتشرت بها ليست مفهومة تمامًا من قبل العلماء. تم استخدام المقرنصات لتحقيق انتقالات بين العناصر الهيكلية المختلفة، مثل الانتقال بين حجرة مربعة وقبة مستديرة (حنيات ركنية). عُثِر على أمثلة من المقرنصات المبكرة في الآثار الإيرانية وآسيا الوسطى خلال القرون السابقة، ولكن الاستخدام المتعمد والمهم للمقرنصات المطورة بالكامل مرئي في الهياكل السلجوقية كما هو الحال في الإضافات إلى مسجد الجامع في أصفهان.

### المدارس السلجوقية

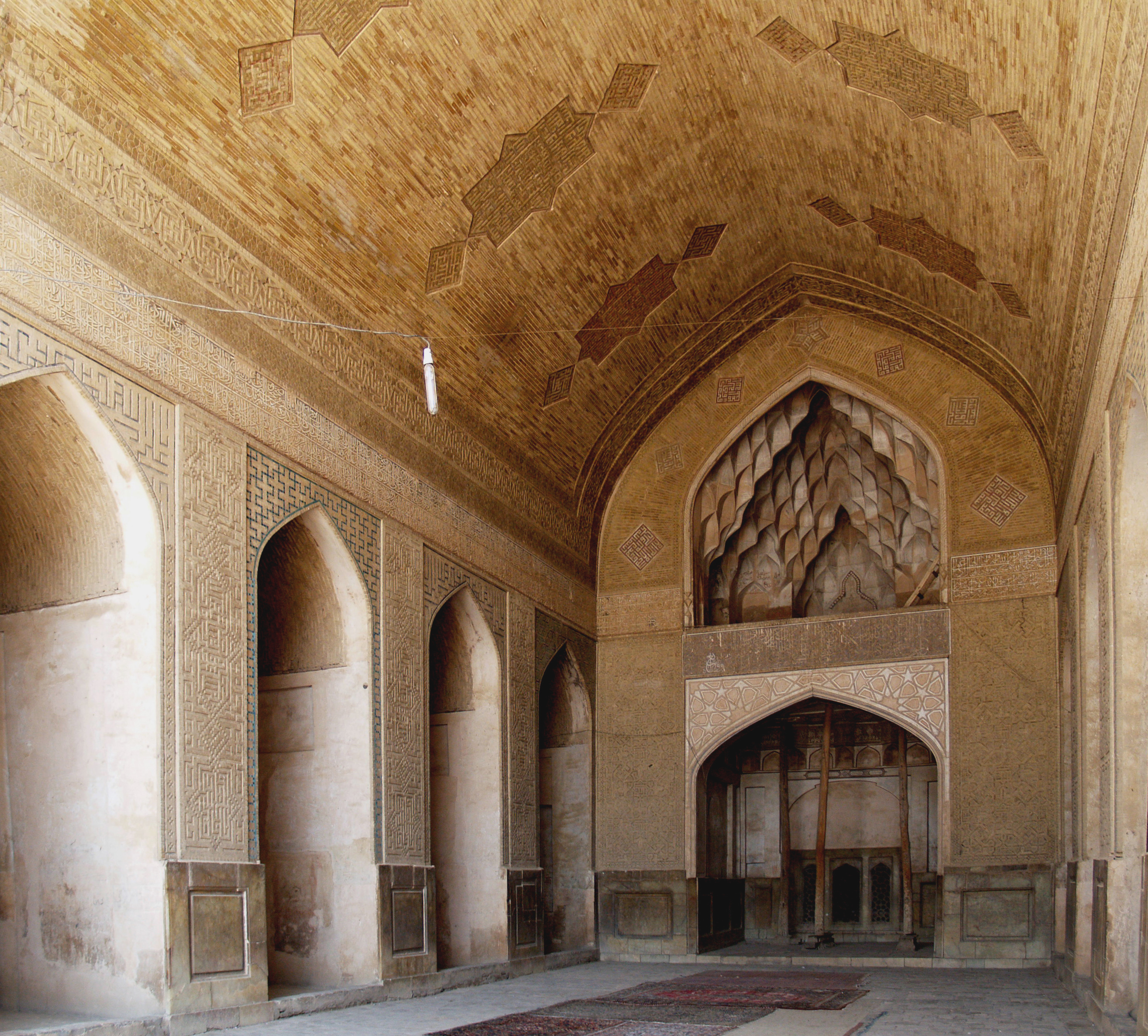
صورة لجامع أصفهان تظهر فن العمارة السَلْجُوقية.

قام السلاجقة بتجديد الحياة الفنية؛ فأحدثوا المدرسة لتكون مؤسَّسةً ثقافيَّةً وتعليميَّة، شُيِّد مبناها وفق هندسةٍ معماريَّةٍ مقتبسةٍ من العمارة في إيران والعراق، وتعتمد على الإيوانات المطلَّة على باحةٍ سماويَّة، وفي الجهة الجنوبيَّة المصلَّى، وهناك غرف سكن الطلاب في طبقتي المبنى، وكانت المدرسة بمنزلة «حصن الفقه»، ومن أهمِّ هذه المدارس:
- مدرسة نيسابور.
- المدرسة النظامية.
إنَّ كثرة المدارس النظامية التي أسَّسها الوزير نظام الملك وأنفق عليها بسخاء، جعلت الخصوم والواشين يُثيرون السلطان ملكشاه ضدَّه، زاعمين أنَّ هذه الأموال التي يُنفقها على المدارس كافيةً لإعداد جيشٍ كبيرٍ يرفع راياته فوق أسوار القسطنطينيَّة، فدافع الوزير السلجوقي عن سياسته، ويُلاحظ أنَّ معظم المباني السلجوقية تضمُّ المسجد والمدرسة والضريح، وكثيرًا ما يُعرف المبنى باسم المدرسة؛ كالمدرسة المستنصرية في بغداد التي بناها الخليفة المستنصر عام (1232م=629هـ) لتدريس المذاهب الأربعة في إيواناتها.
كان التغيير الأكثر أهمية الذي تم إجراؤه في أوائل القرن الثاني عشر هو تحويل مخطط المسجد إلى مخطط بأربع إيوانات. كما تم إدخال نوع آخر من المساجد في هذا الوقت وهو مسجد الكشك، ويتألف من مساحة مقببة بثلاثة جوانب مفتوحة وجدار يحتوي على محراب على جانب القبلة. تميزت الهندسة المعمارية في هذه الفترة أيضًا بالمقابر التذكارية التي كانت عادةً هياكل مثمنة الأضلاع ذات أسقف مقببة تسمى جونباد أو تُربه. ومن المرجَّح أنَّ عمارة الأضرحة من ابتكار السلاجقة؛ لرأيهم أنَّ مبنى الضريح مهمٌّ ومقدَّس، ولمباني الأضرحة شكل برجٍ أو شكلٌ تعلوه قبَّة، ومن أهمِّ المباني الجنائزية مبنى قبر سنجر (1117-1158م= 510-553هـ) آخر سلاطين سلاجقة خراسان في مرو، حيث تبلغ مساحة الضريح 27 متر (89 قدم) مع قبة مزدوجة ضخمة ترتكز على زوايا ومقرنصات. كما تتألَّف مباني الأضرحة من قاعة مربعة الشكل تعلوها قبَّة من الآجر قادرة على الصمود عند حدوث الهزات الأرضية، وغدت القبة العنصر المعماري المهم.

شهدت بلاد الشام في عهود السلاجقة -أتسز بن أوق، وتتش بن ألب أرسلان وابنيه رضوان ودقاق، وطغتكين، وعماد الدين، ونور الدين- نهضةً معماريَّة وفنيَّة تدلُّ عليها المباني التاريخيَّة والآثار الفنيَّة. ففي سوريا والعراق، تم تمثيل الآثار الباقية بالمدارس والمقابر، وتم بناء المدارس مثل المستنصرية في بغداد أو الموريستان في دمشق على مخطط من أربعة إيوانات، بينما تميزت المدافن بقباب مقرنصات مخروطية. يتميز ضريح خالد وليد في جنوب باكستان بالعناصر المعمارية السلجوقية التي تم إدخالها إلى المنطقة عبر آسيا الوسطى.

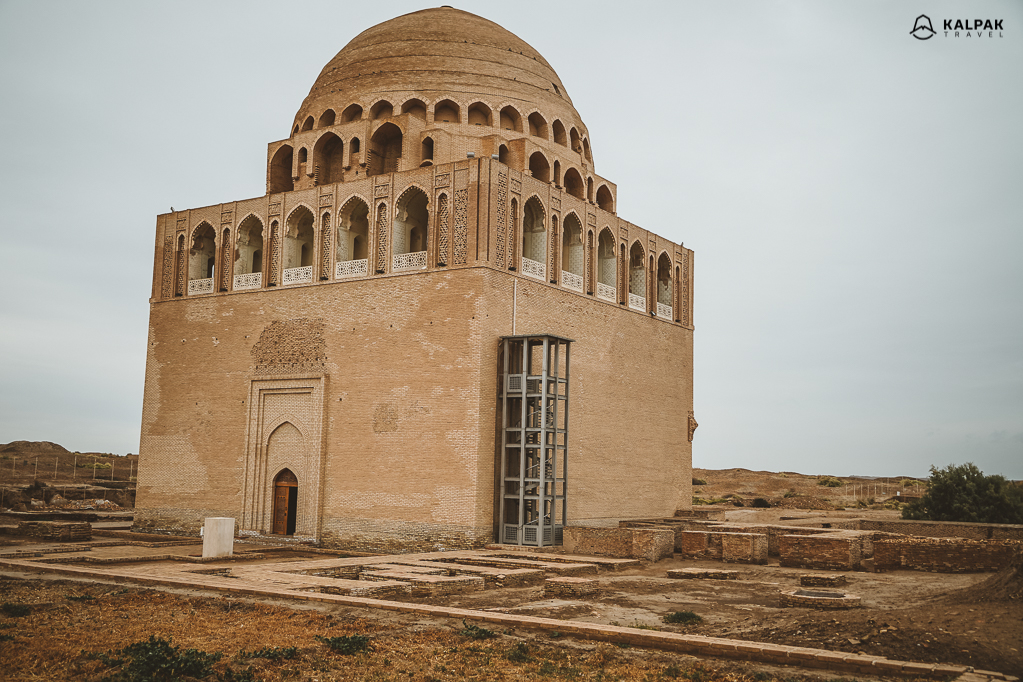
ضريح أحمد سنجر

وأبدع النجَّارون أجمل المنابر والمحاريب وكراسي المصحف، واستخدموا مختلف التقنيَّات وبخاصَّةٍ تنزيل العظم والعاج، وتشكيل تكوينات هندسية ونباتية وكتابية، والجدير بالذكر أنَّ فنَّاني حلب أبدعوا المنبر الخشبي الذي أهداه السلطان صلاح الدين إلى الجامع الأقصى بعد تحرير القدس، وفي المتحف الوطني بدمشق ضريح خشبي للأميرة السلجوقية بختي خاتون.
بعض الأمثلة على فن العمارة السلجوقية تشمل:
- قبر احمد سنجر
- أبراج الخراقان

بفضل السلاجقة ازدهرت صناعة البسط الشعبية والسجاد، واشتهرت المدن الفارسية بروائعها بطريقة العقد، وتدين مدن شيراز وتبريز وغيرها بشهرتها إلى روائع سجَّادها، واشتهرت الموصل ودمشق وحلب بمصنوعاتها النسيجية التي عُرفت بأسمائها، وخاصة الدامسكو والموصلين.وقد زيَّن الفنَّانون مقامات الحريري، وكليلة ودمنة، والمخطوطات العلميَّة المختلفة بروائع التصوير، التي تُمثِّل كائنات بشريَّة وحيوانيَّة، وتقصد إلى الزينة والزخرفة والتوضيح، وقد تميَّزت بدقَّة رسمها وغنى ألوانها، واستخدام الذهب والفضة فيها، وعدم الاهتمام بالمنظور.

## العمارة السلجوقية الأناضولية

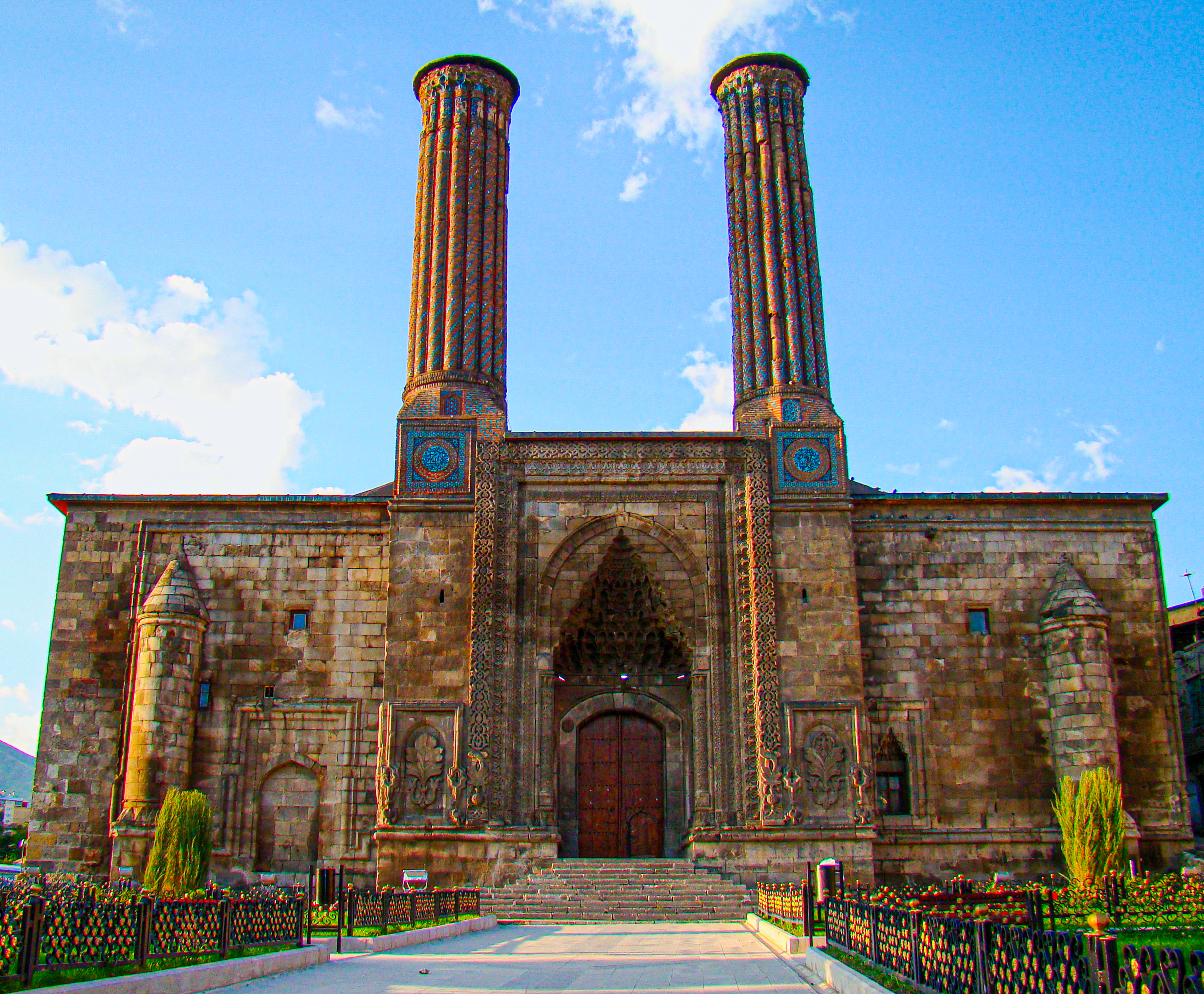
شيفتي ميناريلي ميدريس نصب تذكاري معماري في أرضروم، تركيا

اعتنى السلاجقة بِعمارة المُدن التي افتتحوها في آسيا الصُغرى عنايةً بارزة، فحصَّنوها وابتنوا فيها الجوامع والأضرحة الضخمة ذات السُقُوف المخروطيَّة، ممَّا غيَّر الطابع الثقافي لِلمُدن الروميَّة بِمُرور الوقت. وبعد استقرار دعائم دولتهم، حوَّل السلاطين والأُمراء أنظارهم إلى بناء المرافق العلميَّة والخيريَّة والصحيَّة، فأكثروا من بناء المدارس والمعاهد والمياتم ودُور العجزة والبيمارستانات. وعلى الرُغم من اشتباكهم مع أعدائهم في حُرُوبٍ مُستمرَّة، فقد كان لديهم مُتَّسعٌ من الوقت لِرعاية وإنشاء الكثير من المُؤسَّسات الخيريَّة، فشيِّدوا مدرسةً لِدراسة الطب ومُستشفى مُلحقٌ بها في مدينة قيصريَّة، وسُميت هذه بِـ«مدينة الشفاء»، ومدرسةٌ ثانية على غرارها في مدينة سيواس، عُرفت بـ«گوك مدرسة»، أي المدرسة الزرقاء، وثالثة في قونية عُرفت بِـ«مدرسة إينجه مناره‌لي» أي مدرسة المنارة النحيلة. وقد شكَّلت هذه المدارس نماذج معماريَّة احتذت بها الدولة العُثمانيَّة فيما بعد. وعمَّر السلاجقة طُرق القوافل، وبنوا الجُسُور، وشبكةٍ من الخانات لِينزل بها المُسافرون، واشتهر من هذه الخانات: «سُلطان خان» في طريق قونية وآق سراي، وخان قراطاي بين قيصريَّة وملطية. وكانت بعض الخانات فاخرة البناء ذات أسوارٍ عالية، فيها أبراجٌ لِلدفاع عنها، جُدرانها من الحجر، وفيها زخارف ونُقُوشٌ مُتشابكة ومُعقَّدة تُحيطُ بِأبوابها. وصُمِّم داخل الخان بِحيثُ يُلائم جميع احتياجات المُسافرين، فكان يضمُّ جامعًا وبركة ماء وإسطبلات ومقهى وحمَّام ومعمل لِإصلاح لوازم القافلة.

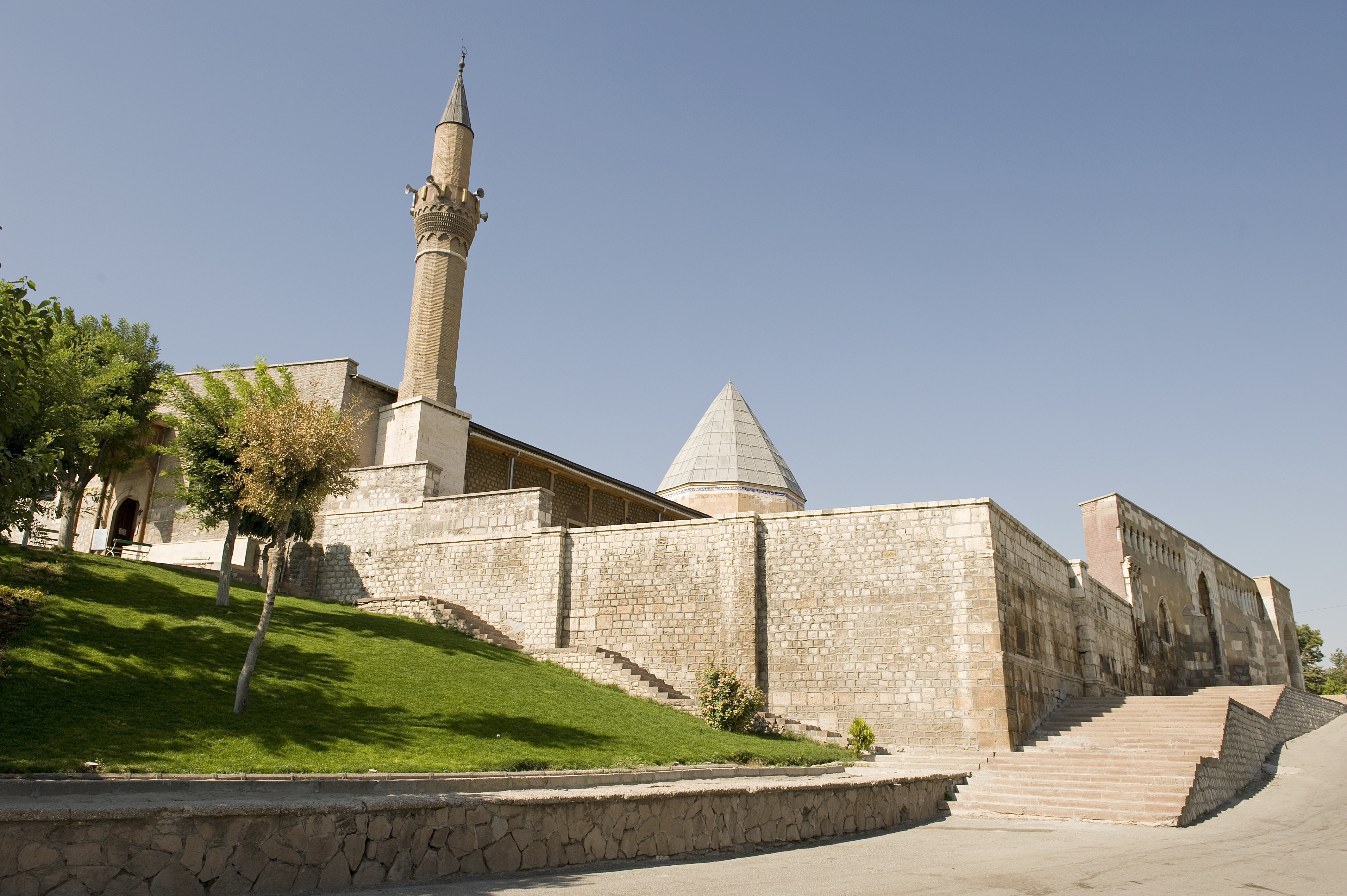
مسجد السُلطان علاء الدين كيقُباد في مدينة قونية.

اعتنى السلاجقة عنايةً خاصَّةً بِبناء المساجد الفخمة، لكنَّ مساجدهم في آسيا الصُغرى اختلفت عن مساجد المُسلمين في الأقطار المُجاورة، من جهة أنَّ مُعظمها افتقد الصحن أي الساحة الخارجيَّة الواسعة، ومردُّ ذلك هو قسوة المُناخ في بلاد الأناضول سواء في الصيف أم في الشتاء، واستعاضوا عنها بِساحةٍ أُخرى داخليَّة. ومع هذا، يُلاحظ أنَّ السلاجقة حافظوا على شكل الجوامع المُربَّع أو المُستطيل في بداية عهدهم، وعندما بنوا الجامع الكبير في قيصريَّة سنة 530هـ المُوافقة لِسنة 1135م، والجامع الكبير في أرضروم سنة 524هـ المُوافقة لِسنة 1139م، تركوا فُسحةً غير مسقوفة في وسط الجامع لِيستعيدوا ذكرى الصحن الذي أُزيل من هذا الطراز، ثُمَّ أضافوا نافورة لِلوُضوء داخل الجامع تحت القبَّة المركزيَّة لِتكون بديلًا عن تلك التي كانت توجد في الصحن. كان لِلمساجد الأولى التي بناها السلاجقة سقفٌ مُنبسطٌ من الخشب، مرشوشٌ بِالتُراب المدقوق، وقد استُعملت القُبَّة البيضويَّة عند بناء المسجد الجامع في قونية سنة 617هـ المُوافقة لِسنة 1219م، وكانت القباب تُزيَّن من داحلها بِالقاشاني أو بِالطابوق المُزجَّج. وكان الفن المعماري لِسلاجقة الروم في أوَّل عهده يُشبه الفن المعماري لِلسلاجقة العظام في إيران، وأهم عناصره المُلفتة لِلنظر هو الباب الوحيد لِلمبنى أيًّا كانت الغاية منه، فيجعلون لِحواشي هذه الأبواب إطارًا فيه مجموعة كبيرة من الأحجار المنحوتة والمُزخرفة، وتنتشر هذه الزخارف لِتشمل الواجهة بِأسرها وحول النوافذ المُرتفعة أيضًا. ولعلَّ من أهم الأبنية السُلجُوقيَّة في بلاد الروم، والتي ما يزال الكثير منها قائمًا، هي الأضرحة المعروفة بِـ«التُرَب» (مُفردُها تُربَة)، وهي أشبه بِالأضرحة في آسيا الوُسطى أكثر من كونها إسلاميَّة، وتُقسم هذه التُرَب إلى قسمين: الأوَّل لهُ بُرجٌ أُسطواني أقصر وأعرض من الأبراج مُدبَّبة الرأس المُنتشرة في شمال إيران، وسقفهُ على شكل قبَّةٍ عريضةٍ واطئةٍ، وتُكسى القبَّة أحيانًا من الخارج بِالقاشاني الفيروزي. أمَّا القسم الآخر فهو دائري أو مُتعدِّد الأضلاع أو مُثمَّن الجوانب، يرتكز على قاعدةٍ مُربَّعةٍ ومسقوفٍ بِبُرجٍ مخروطيّ. وكان بعضُ هذه الأبراج يحملُ نُقُوشًا وكتاباتٍ عربيَّةٍ محفورةٍ بِطريقةٍ فنيَّة، وإن كان أغلبها يُترك دون زخرفة، فيبدو جمالها مُعتمدًا على نوعيَّة وتناسق فنَّها المعماري. وتكوَّنت أغلب الأضرحة من طابقين، يُستعمل الطابق الأرضي منها لِلدفن، بينما يُستعمل الطابق العُلُوي مُصلًّا.

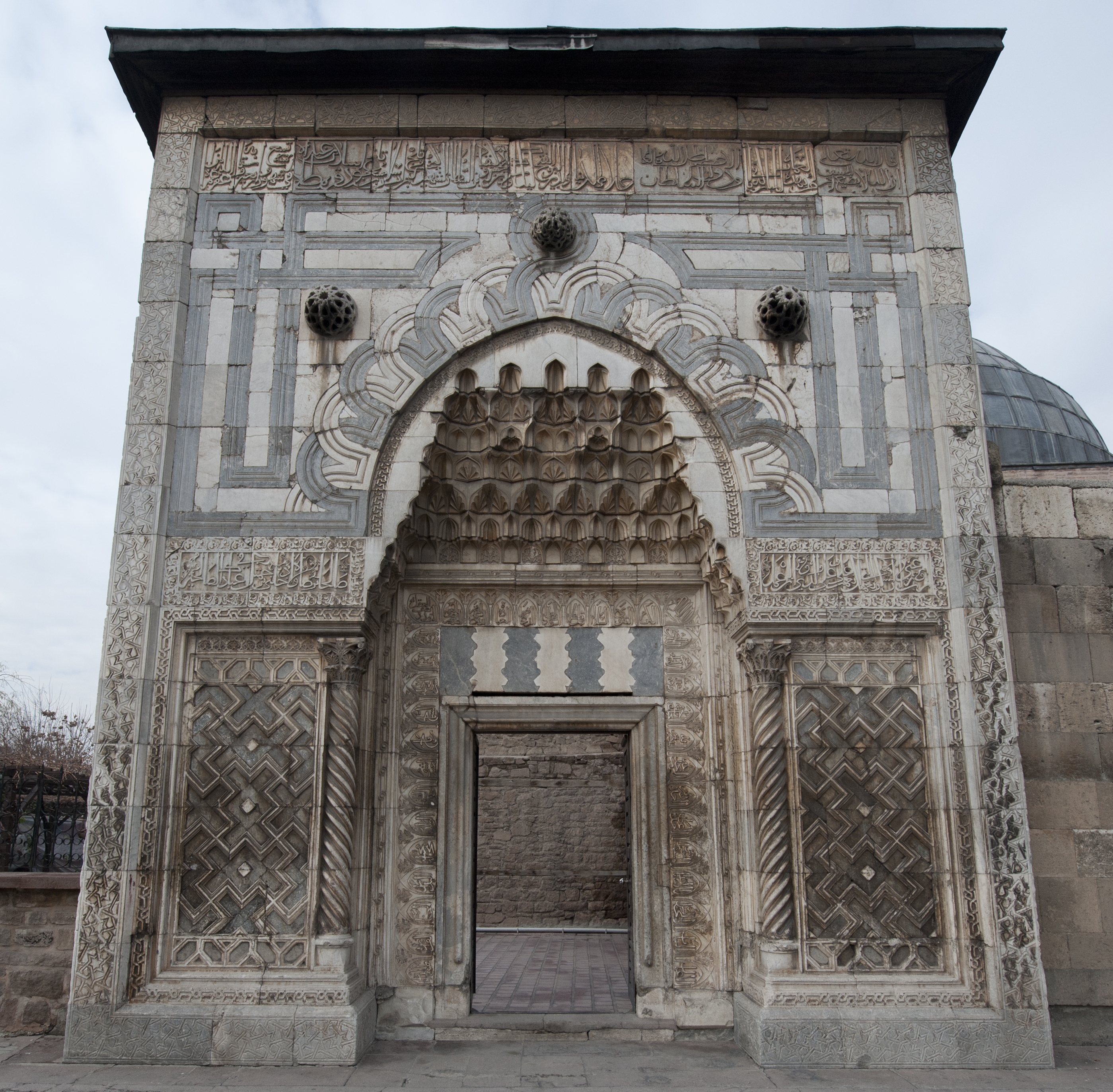
مدرسة قراطاي الإسلامية

يوجد أكبر عدد من الآثار السلجوقية الباقية في الأناضول، وبنى سلاجقة الروم مبانٍ حجرية ضخمة ذات تصميم بسيطة وأنيقة، في معظمها سهل للغاية، ولكن مع رشقات من الزخارف المتقنة حول المداخل.
ترجمة السلاجقة الروم عمارة السلاجقة الإيرانية من الطوب والجص في استخدام الحجر ويتمثل بنائها من الخانات والمدارس الإسلامية والمساجد. من بين هؤلاء الخانات استخدم منها كمحطات، ومراكز تجارية ما بين القوافل، والتي تم بنائها من مائة مبنى خلال فترة سلاجقة الأناضول بشكلاً خاص. إلى جانب التأثيرات الفارسية، التي كان لها تأثير لا جدال فيه،  تأثرت العمارة السلجوقية أيضًا بالعمارة الأرمنية، مثل وجود مهندسين معماريين مسلمين نشأوا من أرمينيا التاريخية، ومن خلال وجود مهندسين معماريين وبنائين أرمن. على هذا النحو، تمثل العمارة الأناضولية بعض المباني الأكثر تميزًا وإعجابًا في تاريخ العمارة الإسلامية. وفي وقت لاحق تم نقل هذه العمارة الأناضولية إلى سلطنة الهند.
في قونية عاصمة السلاجقة الروم والمدن السلجوقية الكبرى مثل ألانيا، أرضروم وقيصري وسيفاس لها مباني سلجوقية مهمة، وشكل عام فأن الأعمال السلجوقية وفيرة في أي مدينة أو بلدة في الأناضول تقريبًا، ولا سيما في وسط وشرق الأناضول. كما امتدت سلطة السلاجقة (لفترة وجيزة) حتى ساحل بحر إيجة، لذلك توجد قبور سلاجقة حتى - بشكل مناسب - في بلدة سلجوق، بجوار أفسس جنوب إزمير. وتعتبر الخانات العظيمة من بين أرقى المباني وأكثرها تميزًا في المباني السلجوقية حيث بُنيت خلال القرن الثالث عشر لتشجيع التجارة في جميع أنحاء الإمبراطورية، ولا يزال العشرات منهم في حالة جيدة.

### المدارس الإسلامية
تم بناء العديد من المدارس الإسلامية. من الناحية المعمارية، كانت تتكون أساسًا من نوعين. نوع واحد، مشابه لتلك الموجودة في إيران وبلاد ما بين النهرين، تمركز حول فناء مفتوح يحده عدد متفاوت من الإيوانات (مع إيوان واحد على الأقل يقع على طول محور المدخل). تركزت الزخرفة في هذه المدارس حول مدخل ضخم. تعد المدرسة ذات المئذنة المزدوجة (حوالي 1250 أو 1253) في أرضروم أحد أقدم الأمثلة لبوابة المدخل التي تعلوها مآذن توأمية. تعد مدرسة جوك (1271-1272) في سيواس نصبًا غنيًا آخر في شكل مماثل، تم تشييده في نفس العام مع مدرستين أخريين في البلاط المفتوح في نفس المدينة، مدرسة المئذنة المزدوجة (محفوظة جزئيًا فقط) ومدرسة بيرسية. تعد مدرسة أك في نيجد (1404) مثالًا متأخرًا جدًا على هذا الشكل الذي بناه القرمان، وهي إمارة معاصرة للعثمانيين الأوائل، على الرغم من أنها تتميز برواق من الأقواس الغائرة على طول القصة الثانية من واجهتها. النوع الثاني من المدارس الإسلامية، والذي كان خاصًا بالأناضول، كان مدرسة أصغر حجمًا بها محكمة مركزية مغطاة بقبة أو قبو. كانت هذه من سمات قونية خصوصًا، والتي تجسدها مدرسة كاراتاي ومدرسة مئذنة إنسي. تعد مدرسة بيرسية في أرضروم أيضًا مثالًا لاحقًا من هذا النوع، تم بناؤه عام 1310 في عهد الدولة الإلخانية. وسُقف من الداخل بأقبية متعددة وفي وسط القاعة قبو مربع من المقرنصات يبلغ ذروته في فانوس صغير.

تم أيضًا بناء المستشفيات (المعروفة أيضًا باسم بيمارستان) في العديد من المدن وعادة ما تتبع تخطيط المدارس الإسلامية. تأسست مدرسة شيفتي أو «المزدوجة» في قيصري (حوالي 1205) من قبل كيخسرو الأول وشقيقته جفير نسيبة خاتون وتتكون من مبنيين في الهواء الطلق، ومدرسة طبية ومستشفى، تم ضمهما معاً. مدرسة الشيفية التي بناها عز الدين كايكاوس الأول في سيواس (1217-1218) كانت عبارة عن مستشفى وتتكون من فناء مفتوح مع قبر متكامل للمؤسس. تشبه مستشفى Divriği ، وهي جزء من مجمع مسجد أكبر، مدرسة ذات فناء مسقوف.

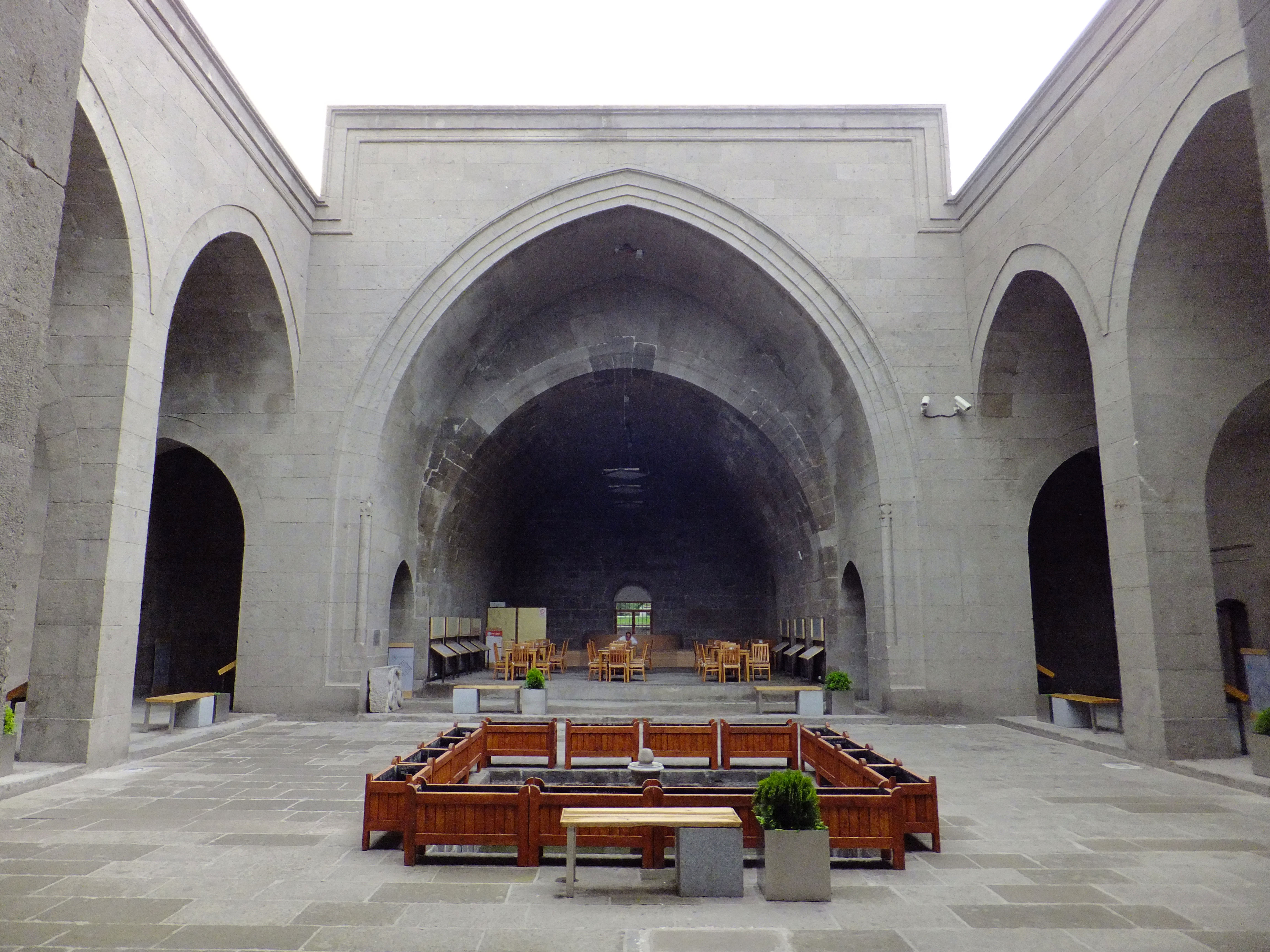
مدرسة جفير نسيبة في قيصري (حوالي 1205)
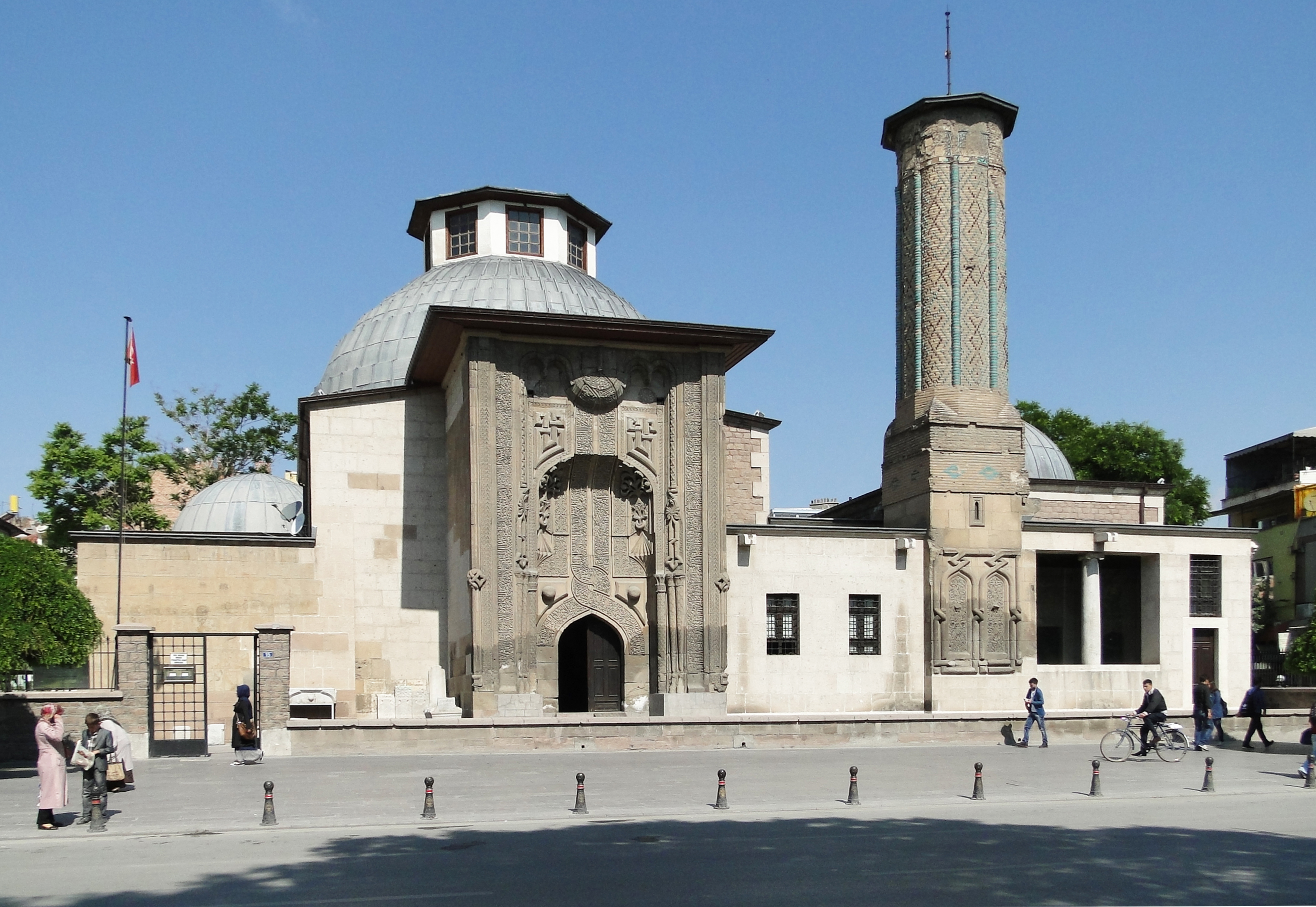
مدرسة مئذنة إنسي في قونية (1265)
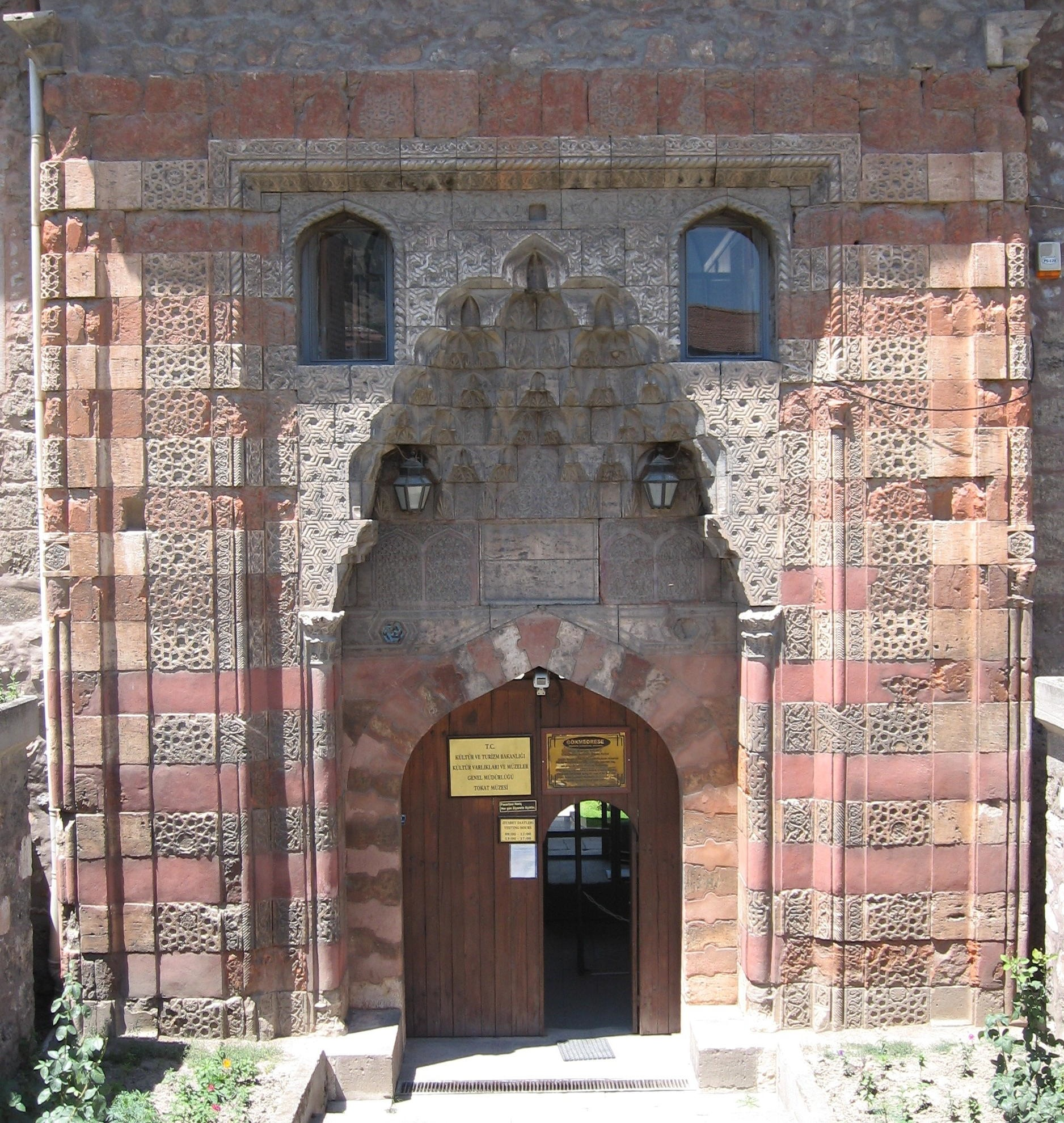
واجهة جوك في توقاد، تركيا بنيت 1270
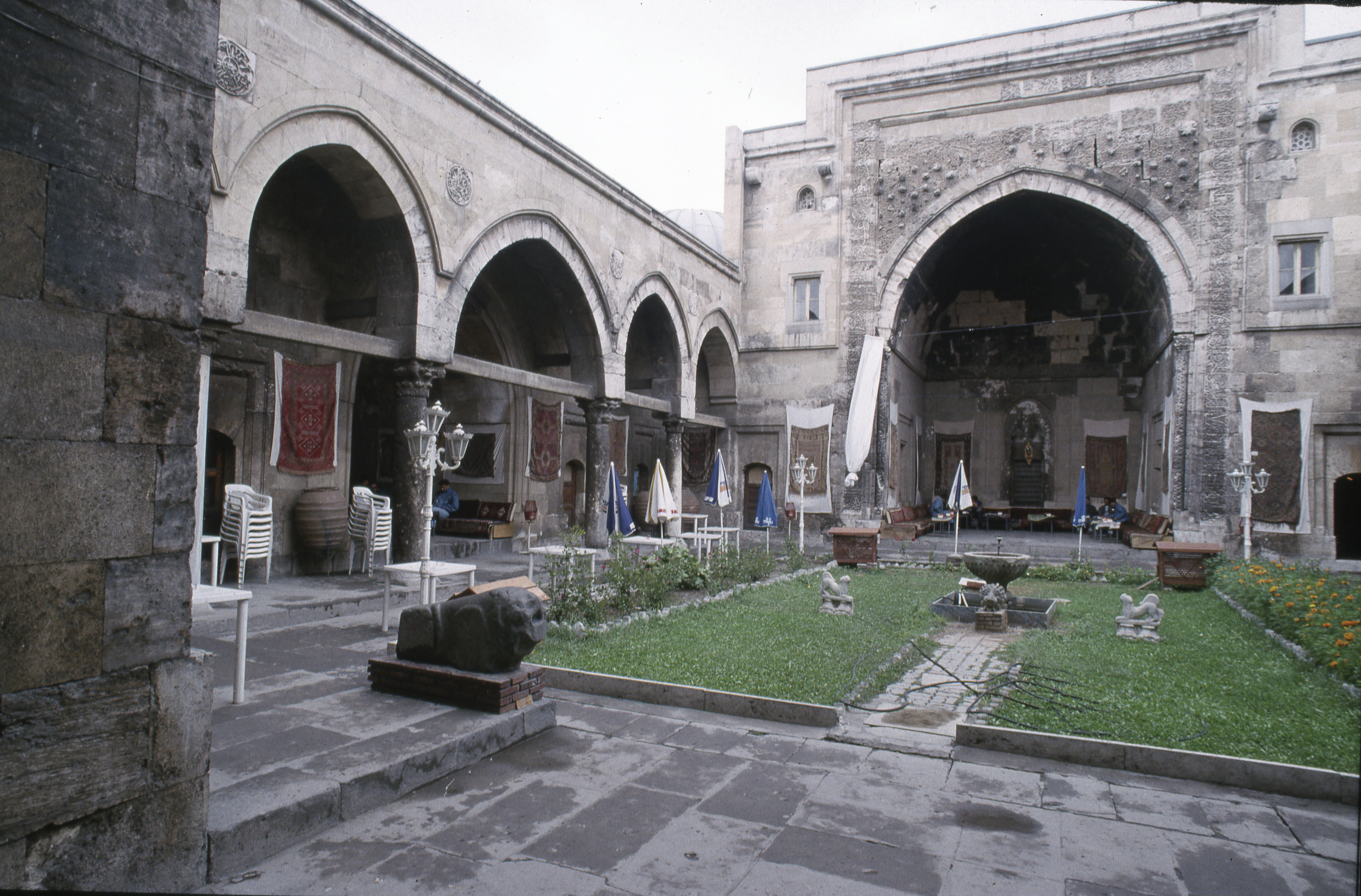
فناء مدرسة بيرسية
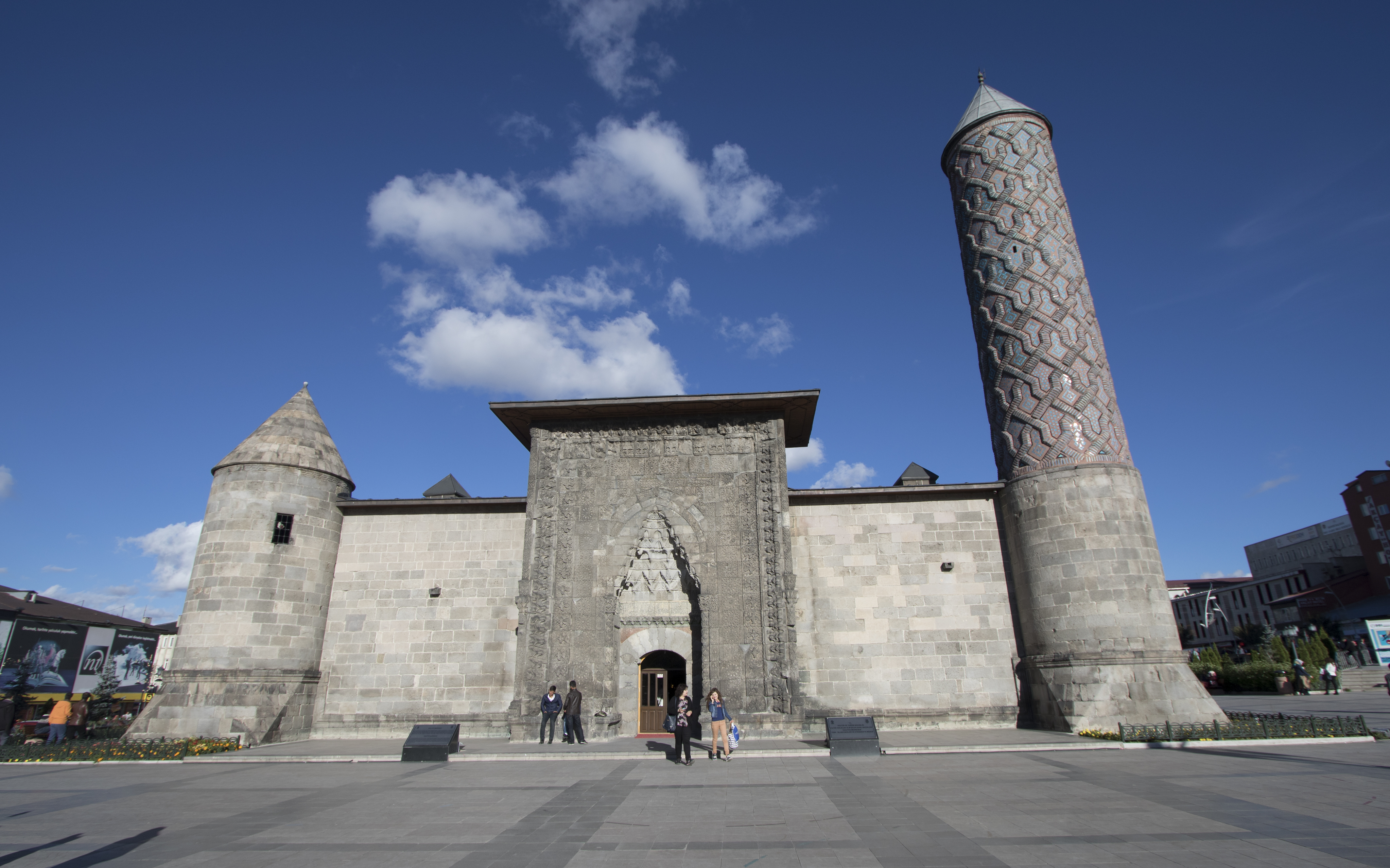
مدرسة ياقوتي في أرضروم (1310)
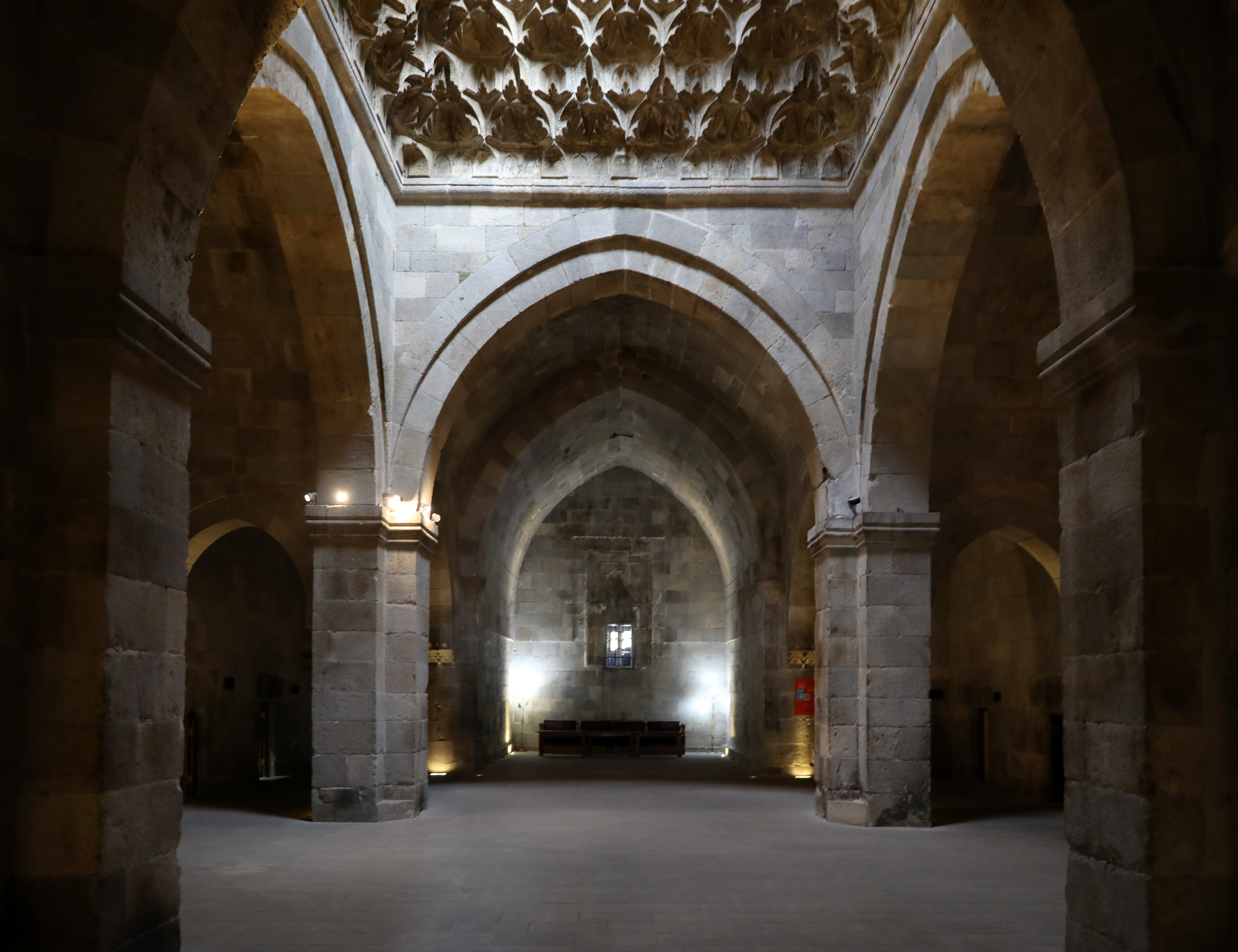
داخل مدرسة ياقوتي، مع قبو مركزي بالمقرنصات

### المنابر
كانت المنابر الأناضولية خلال العصر السلجوقي، وكذلك حتى أوائل العصر العثماني، مصنوعة من الخشب ومزينة بزخارف أرابيسك منحوتة بعمق وأنماط هندسية. في الشكل والأسلوب العام كانت تشبه المنبر المعاصرة في سوريا والشام، على الرغم من أنها تفتقر إلى المقرنصات في أعلى المنابر السورية. صُنعت أكثر المنابر التركية إنجازًا في هذه الفترة بتقنية كُندِكاري، حيث تم ربط العديد من قطع الخشب المتشابكة معًا دون استخدام المسامير أو الدبابيس أو الصمغ. تم تركيب هذه القطع معًا مثل الفسيفساء ودعمها بإطار خشبي داخلي. من أمثلة هذه المنابر منبر مسجد علاء الدين في قونية (يعود تاريخه إلى 1155-116، قبل الترميمات العديدة للمسجد لاحقًا)، ومنابر مسجد الجامع الكبير في ملطية وسعرد (كلاهما من القرن الثالث عشر وكلاهما في متحف الإثنوغرافيا في أنقرة) ومنبر جامع سيفري حصار الكبير (1275) ومنبر مسجد أشرف أوغلو (1297-129). استمر استخدام هذا النمط من المنبر في مساجد الأناضول خلال فترة امارات الأناضول وحتى الفترة العثمانية المبكرة. في هذه الفترة اللاحقة، أصبحت المنحوتات ضحلة، وأصبح ترتيب الفسيفساء الهندسي للقطع الخشبية أكثر تعقيدًا، وأحيانًا تمت إضافة الرؤساء البارزين إلى الزخرفة. من الأمثلة على هذه الفترة اللاحقة منبر الجامع الساروحاني الكبير في مانيسا (1376) ومنبر مسجد أولو جامع في بورصة (1499).

نظرًا لأن طريقة كُندِكاري تتطلب مهارة كبيرة وعملاً، فقد تم صنع بعض المنابر بألواح خشبية أبسط، تم نحتها بزخارف مصنوعة لتقليد أسلوب كُندِكاري ثم تم تثبيتها على إطار. كان عيب هذه الطريقة هو أنه بمرور الوقت يمكن أن تتشوه الألواح الخشبية وتتقلص، مما يؤدي إلى مقاطعة الزخارف أو انحرافها من لوحة إلى أخرى. من أمثلة هذه المنابر منبر الجامع الكبير لديوريغي (1228-129) ومنبر مسجد أرسلان هان في أنقرة (1289-1290). على الرغم من الأسلوب الأبسط، لا يزالون يعتبرون أمثلة رائعة للأعمال الخشبية السلجوقية الأناضولية الحرفية.

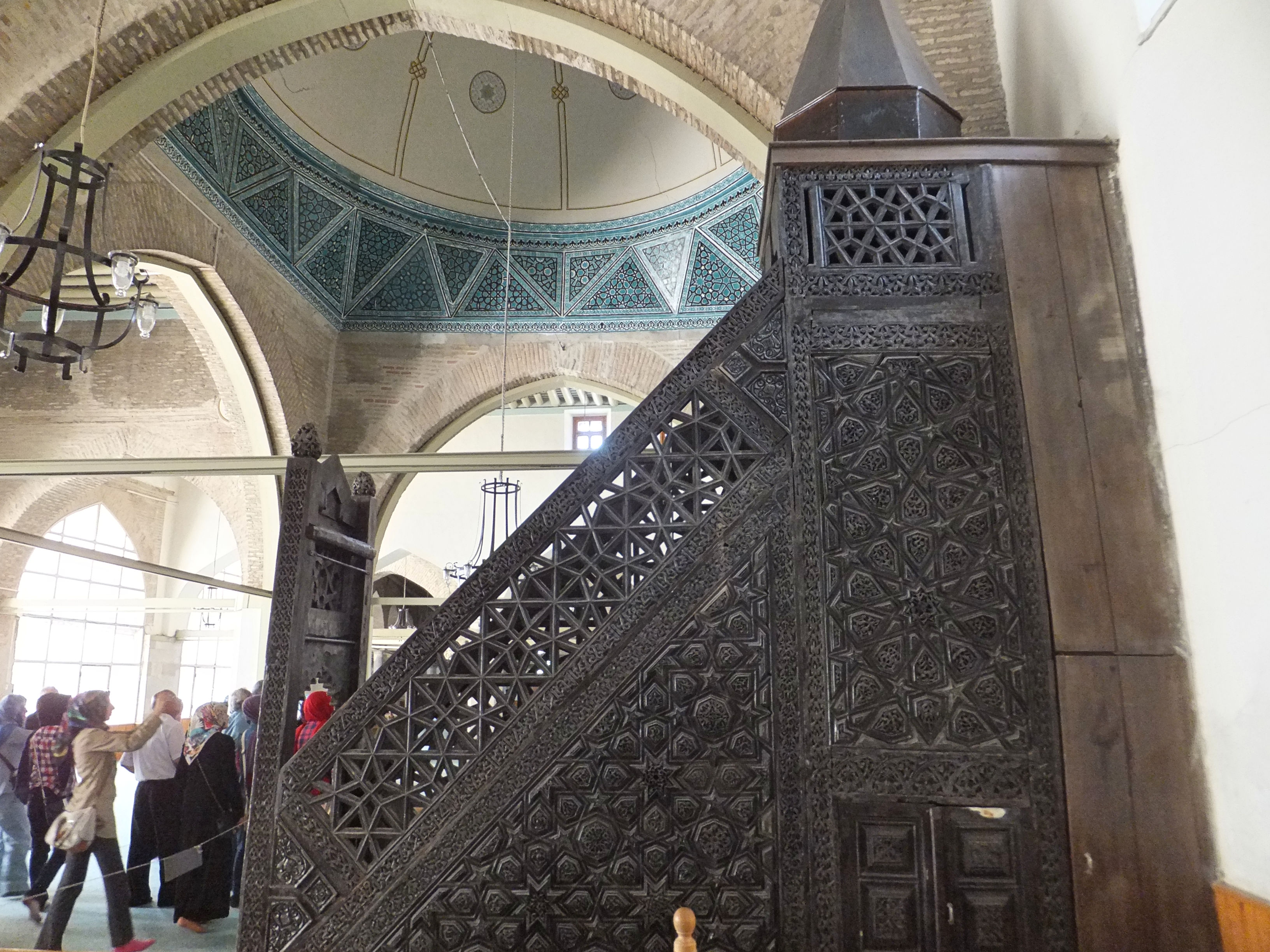
منبر مسجد علاء الدين، قونية (1155-116)
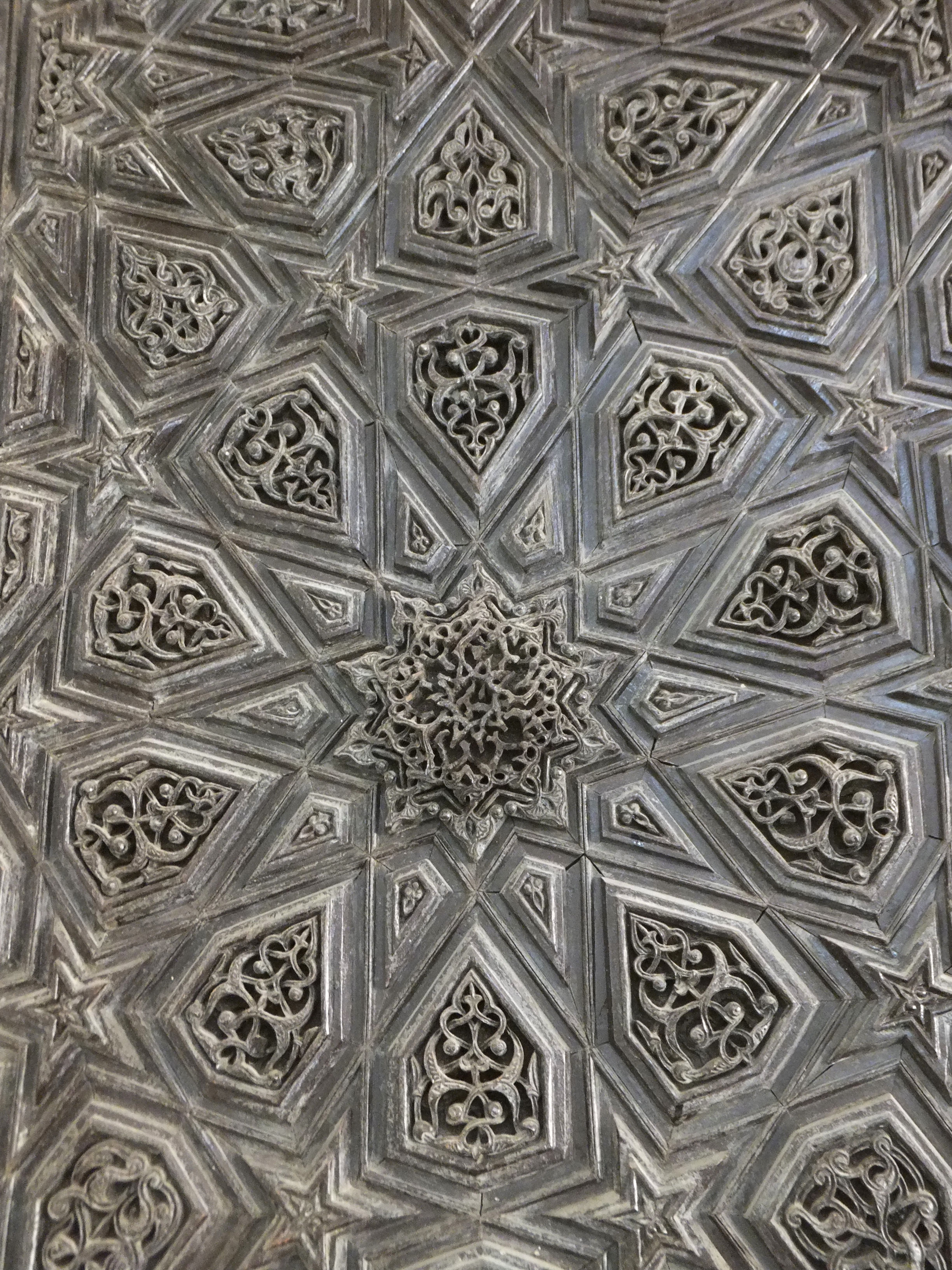
تفاصيل عمل كندكاري على منبر مسجد علاء الدين
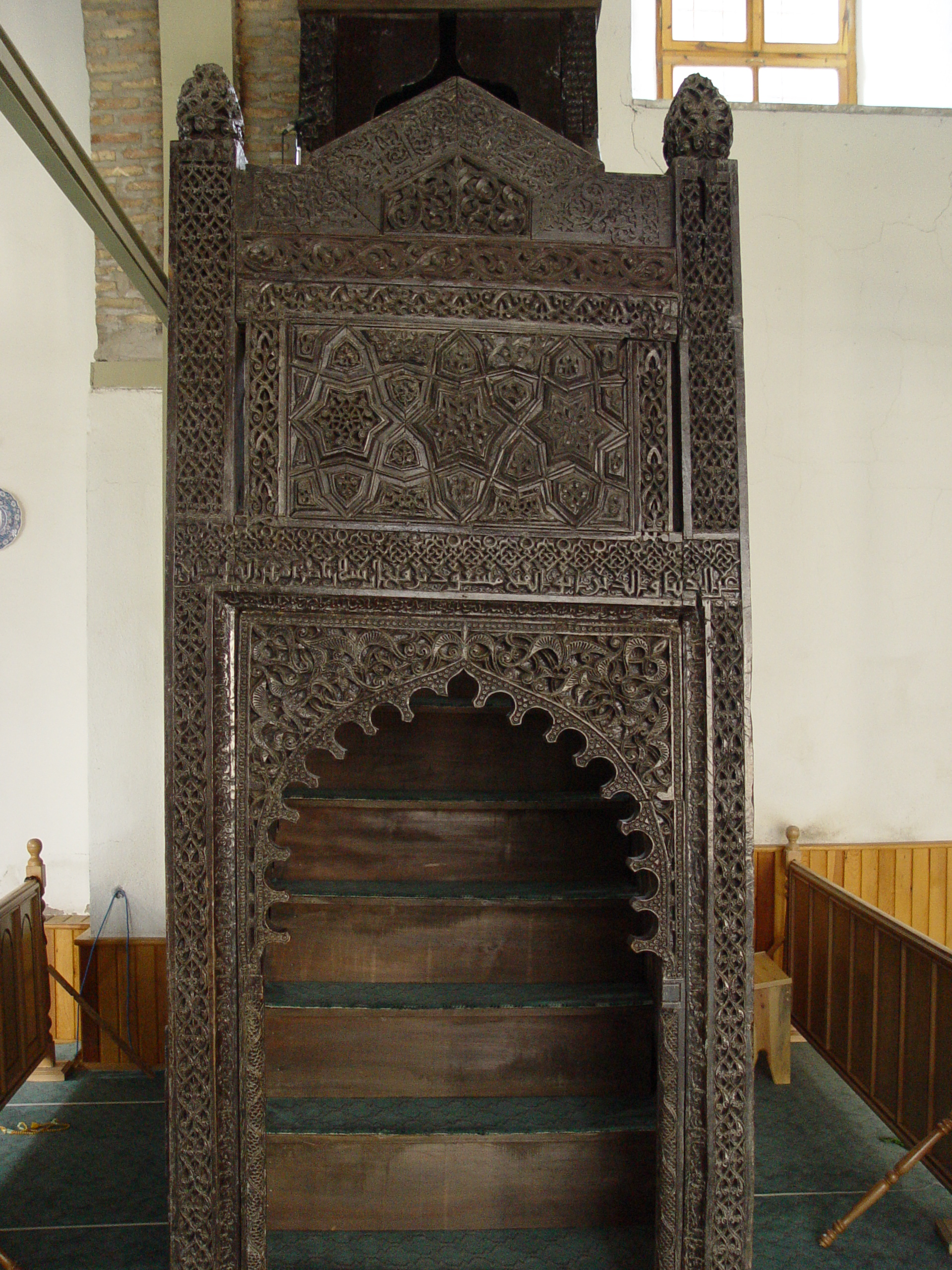
الجزء الأمامي من منبر مسجد علاء الدين
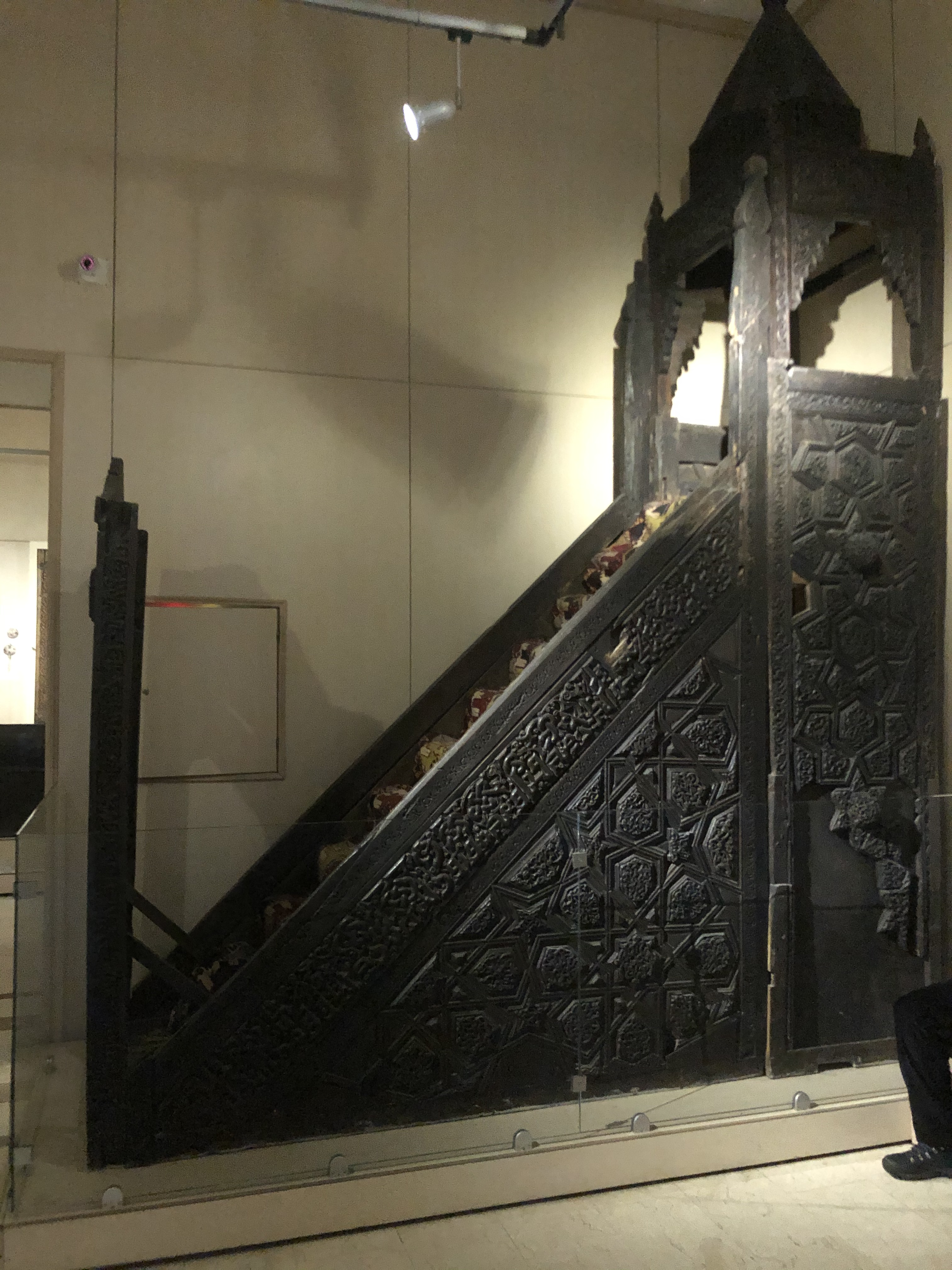
منبر مسجد الجامع الكبير في سرعد (القرن الثالث عشر) ، موجود الآن في متحف الإثنوغرافيا في أنقرة
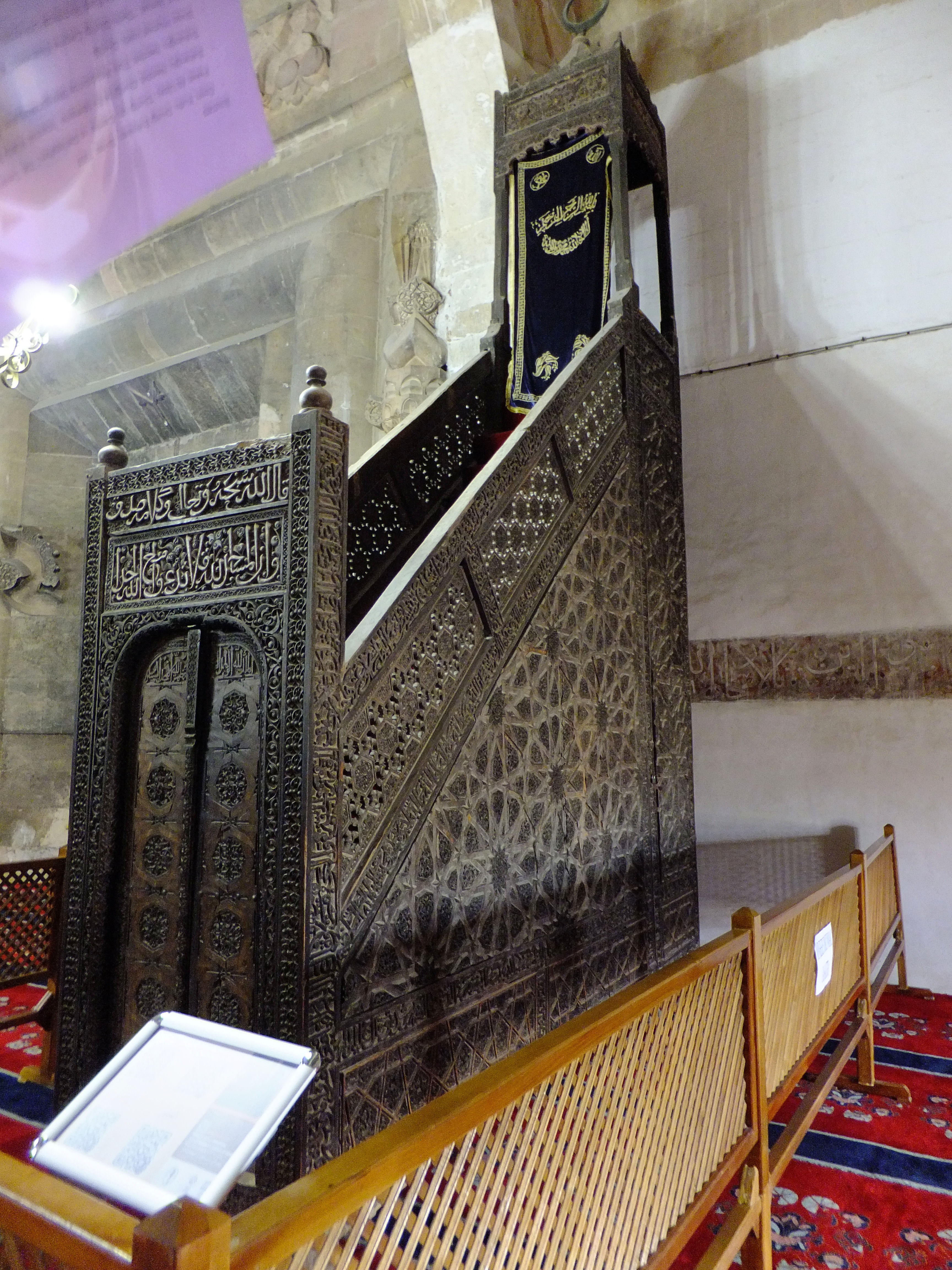
منبر الجامع الكبير لديوريغي (1228-129)
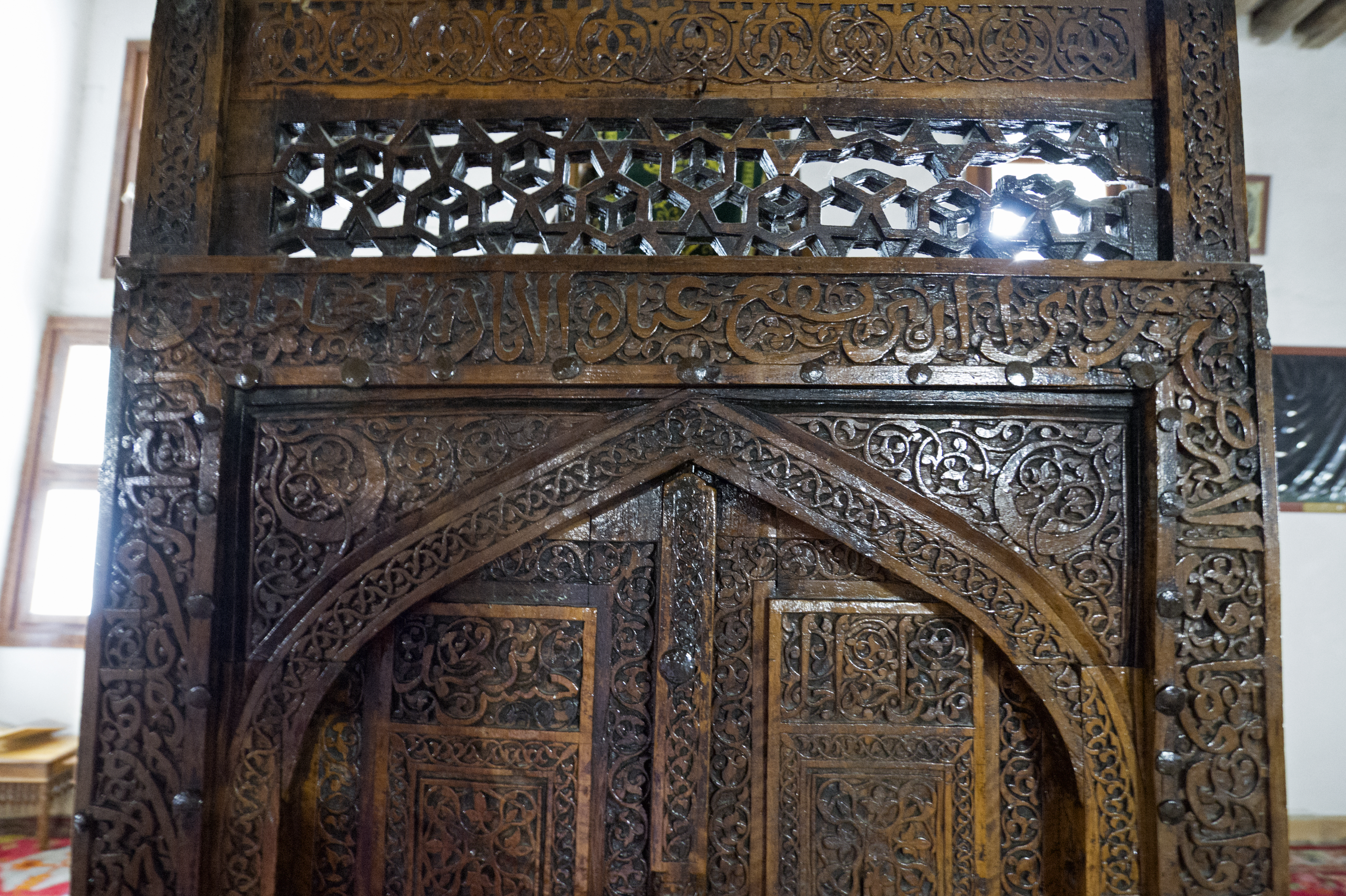
التفاصيل من مقدمة منبر جامع سيفري حصار الكبير (1275)

### الأضرحة والمقابر
كانت المقابر، التي غالبًا ما ترافق المدارس الإسلامية أو المساجد، غالبًا ذات أشكال متعددة الأضلاع (مثمنة الأضلاع في الغالب) أو دائرية ذات سقف مخروطيّ الشكل، على الرغم من وجود اختلافات. قبر السلطان قلج أرسلان الثاني، الواقع في ساحة مسجد علاء الدين وبُني حوالي عام 1190، ذو شكل عشري وليس مثمن. قبر الأمير سلدوق في أرضروم، الذي بني في نفس الوقت تقريبًا (أواخر القرن الثاني عشر)، يتكون من قسم سفلي مثمن الأضلاع وقسم علوي أسطواني. تم تزيين دونر قبة، وهو قبر مؤلف من اثني عشر زوايا في قيصري (حوالي 1275)، وقبر هودفند خاتون في نيجد (1312) الغني بالزخارف المنحوتة من الحجر بما في ذلك المقرنصات والصور التصويرية. يعتبر ضريح ماما خاتون في تركان (أوائل القرن الثالث عشر) مثالاً استثنائياً على هيكل المقبرة محاطة بجدار دائري دائري له مدخل مزخرف خاص به. يحتوي قبر شاهنشاه في ديوريغي، الذي بني قبل 1197، على واحدة من أقدم بوابات المدخل المزخرفة بالمقرنصات في العمارة الإسلامية الأناضولية. يتميز قبر عز الدين كيكاوس الأول، المندمج في مشفى ومدرسة، بواجهته المصنوعة من الآجر والزخرفة التي تواجه فناء المبنى وقبته المثمّنة الأضلاع المدببة التي ترتفع فوق الهيكل المحيط، حيث الذي أمر ببناءه في سيواس.

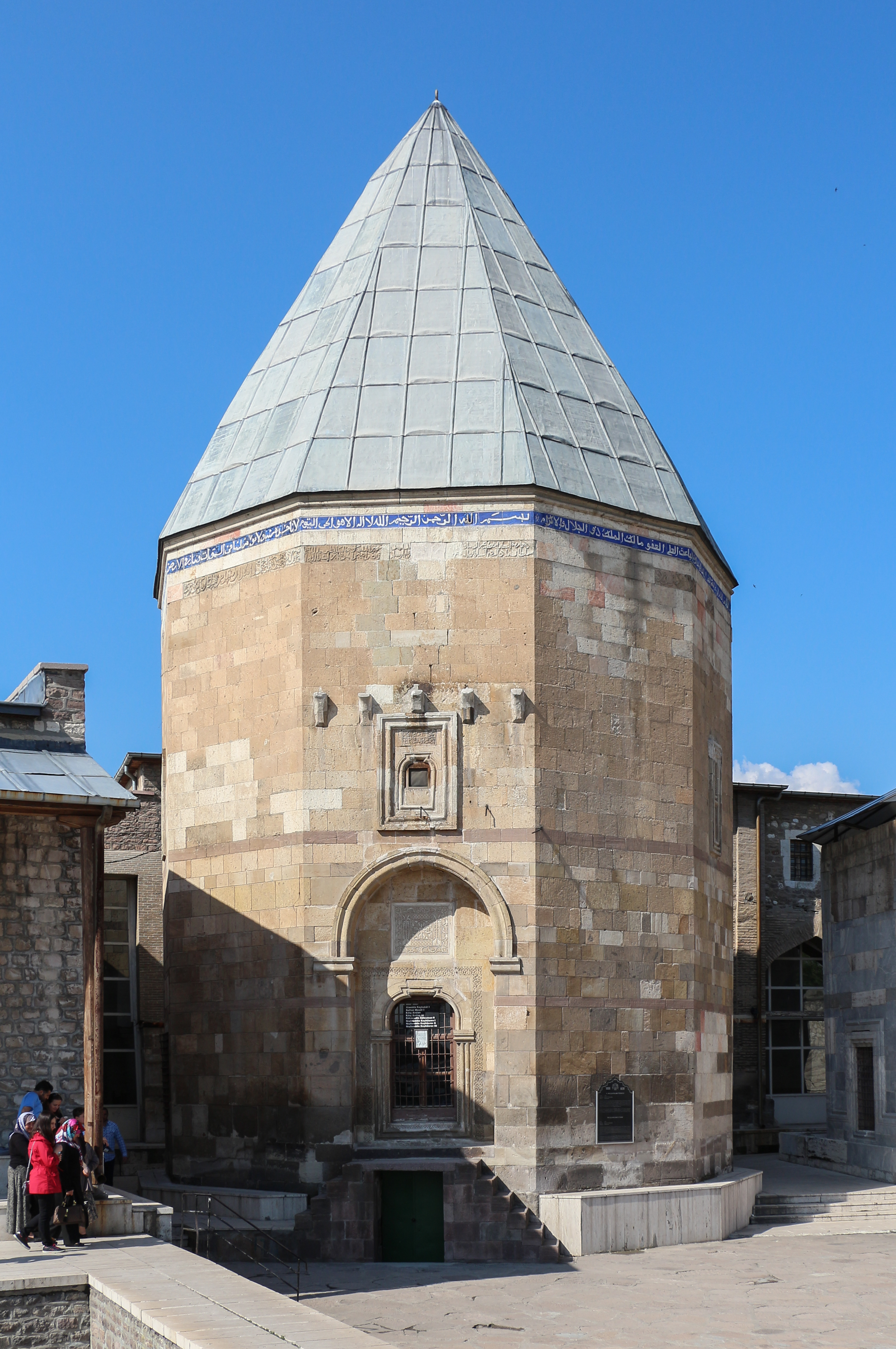
قبر قلج أرسلان الثاني في مسجد علاء الدين في قونية (حوالي 1190)
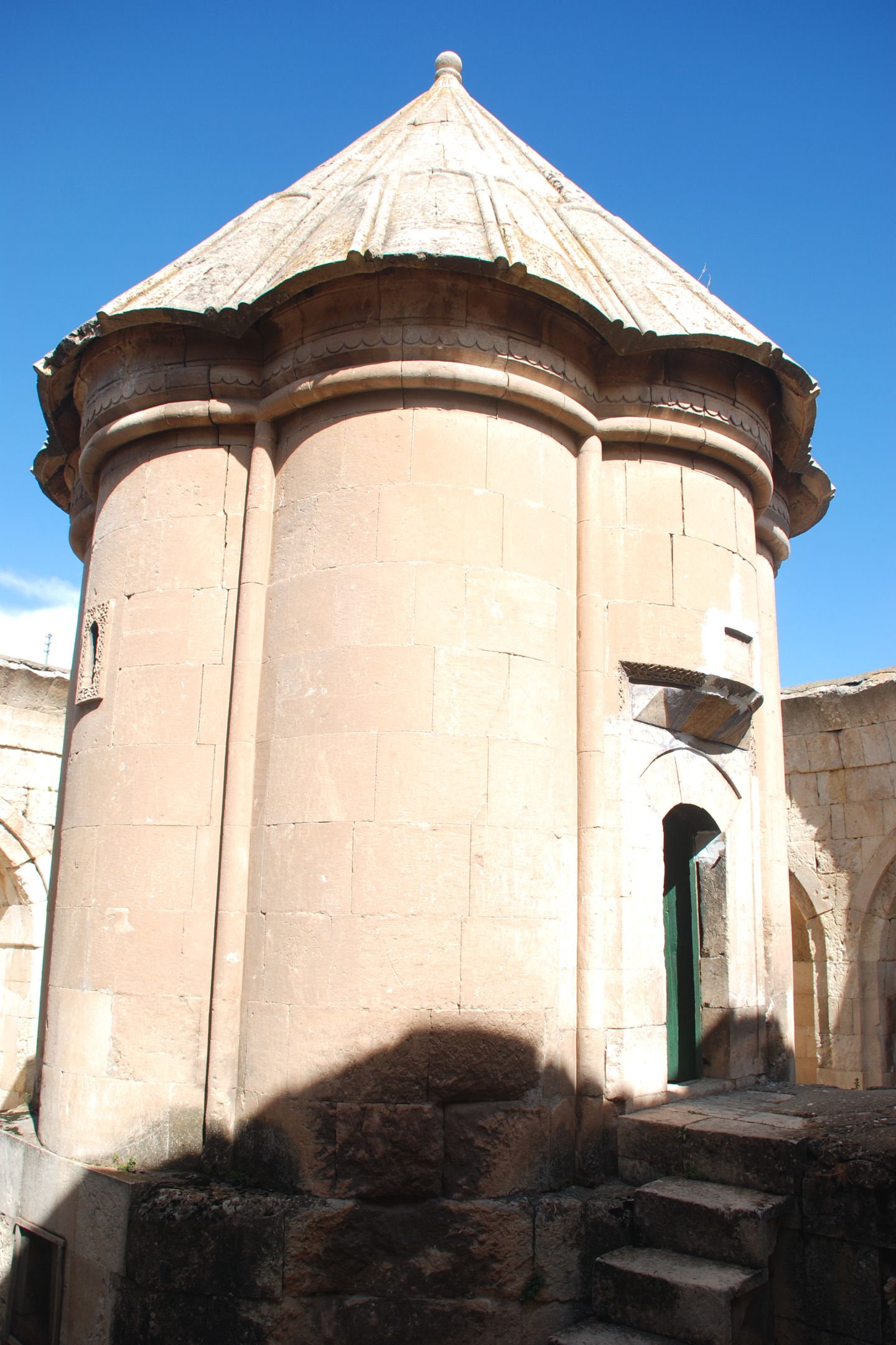
قبر مليكة ماما خاتون في تركان (أوائل القرن الثالث عشر)
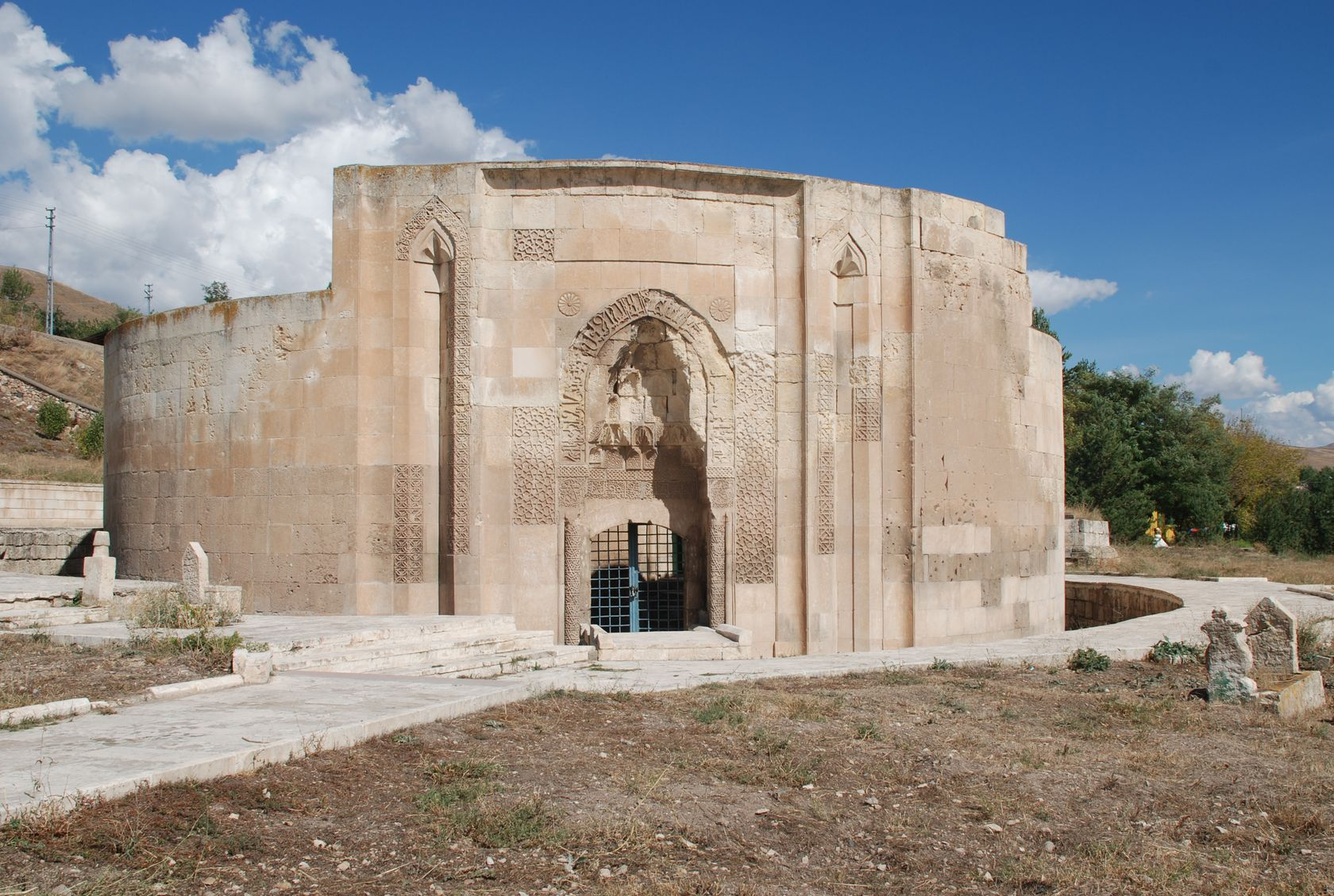
الجدار الخارجي وبوابة الدخول إلى قبر ماما خاتون
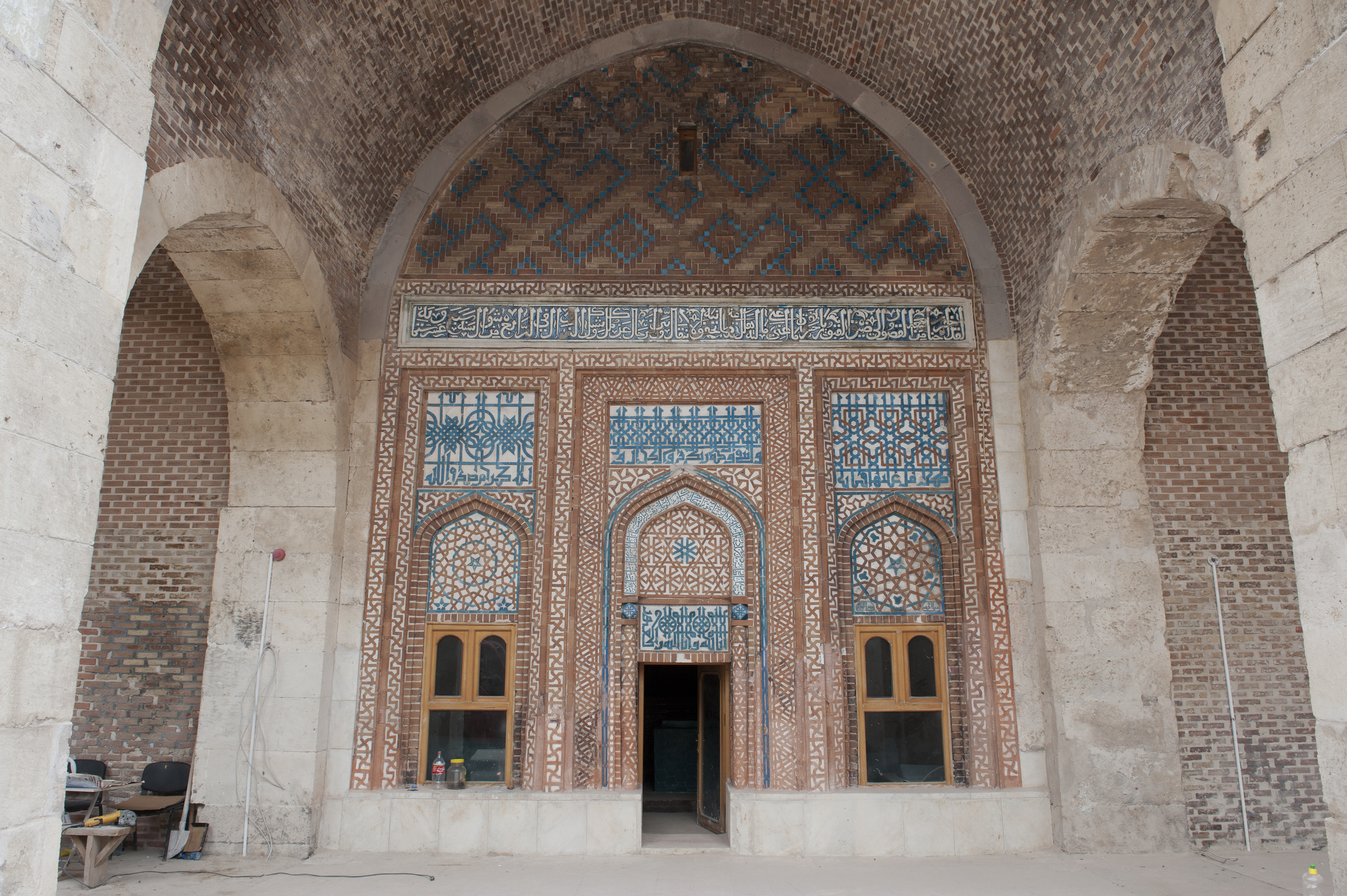
واجهة مزخرفة من الطوب والبلاط لمقبرة عز الدين كيكاوس الأول في سيواس (1217-1218)
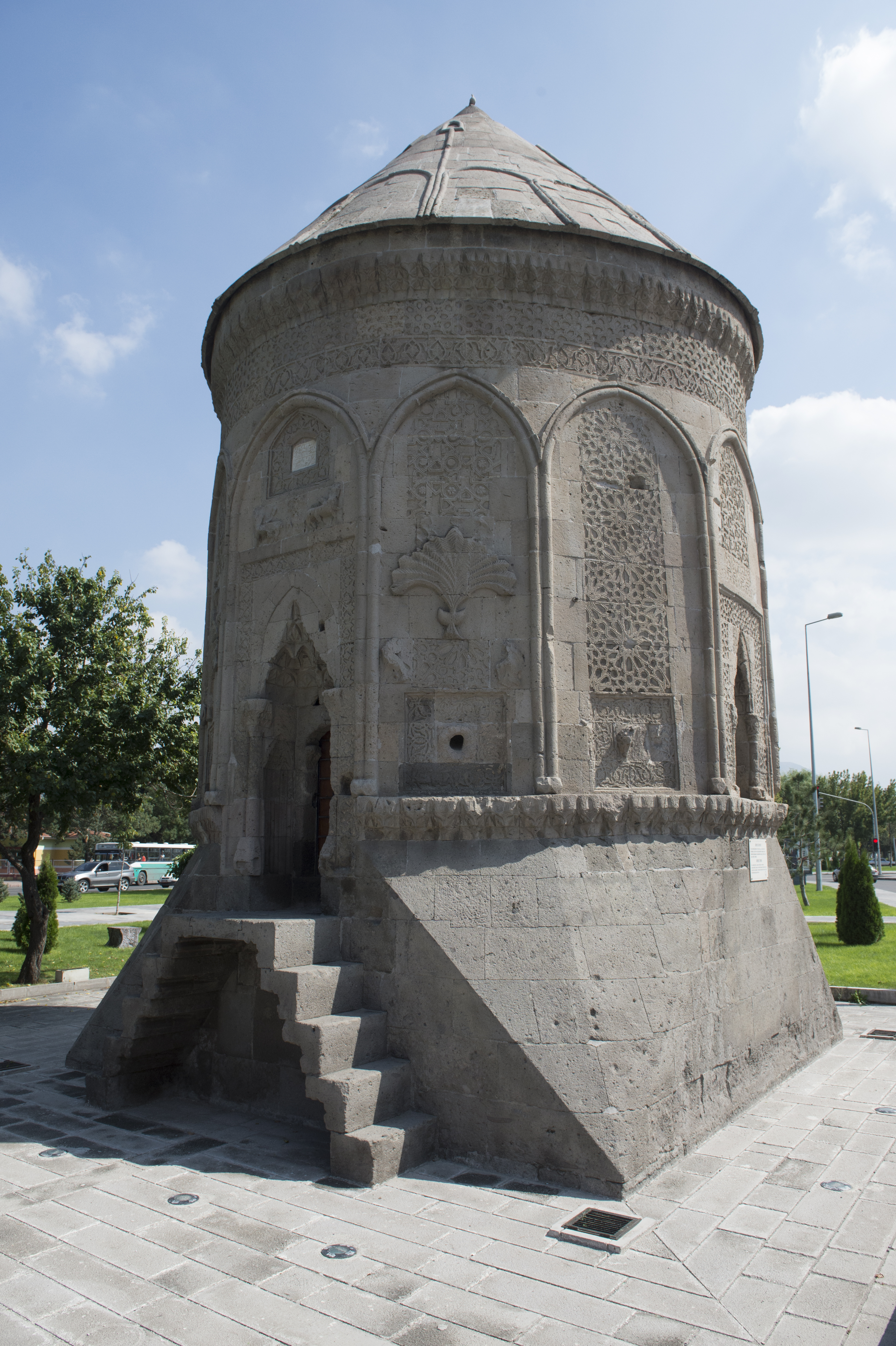
قبر أميرة سلجوقية في قيصري (1276)
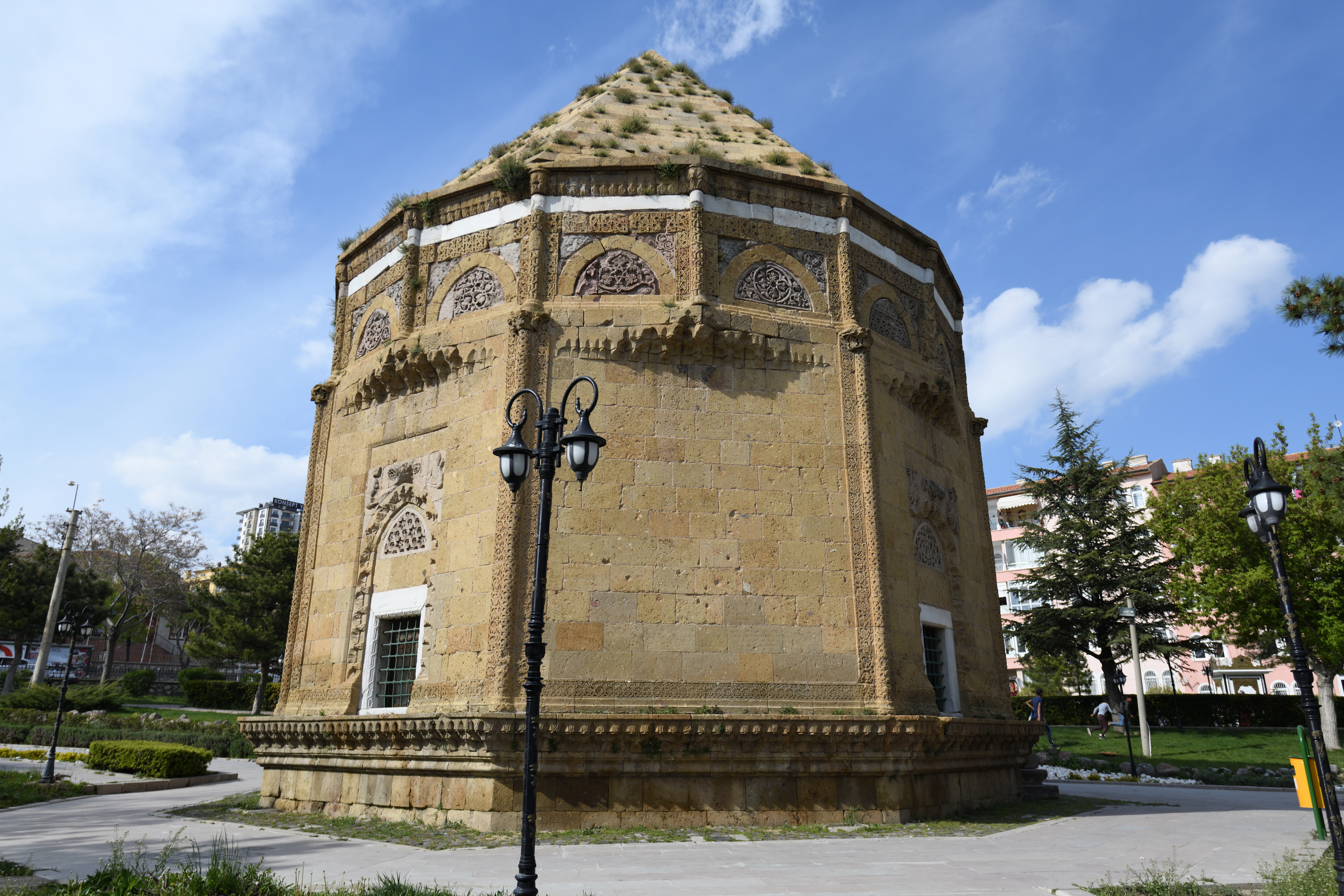
مقبرة هودافيند خاتون في نيدا (1312)

### الأعمال الحجرية

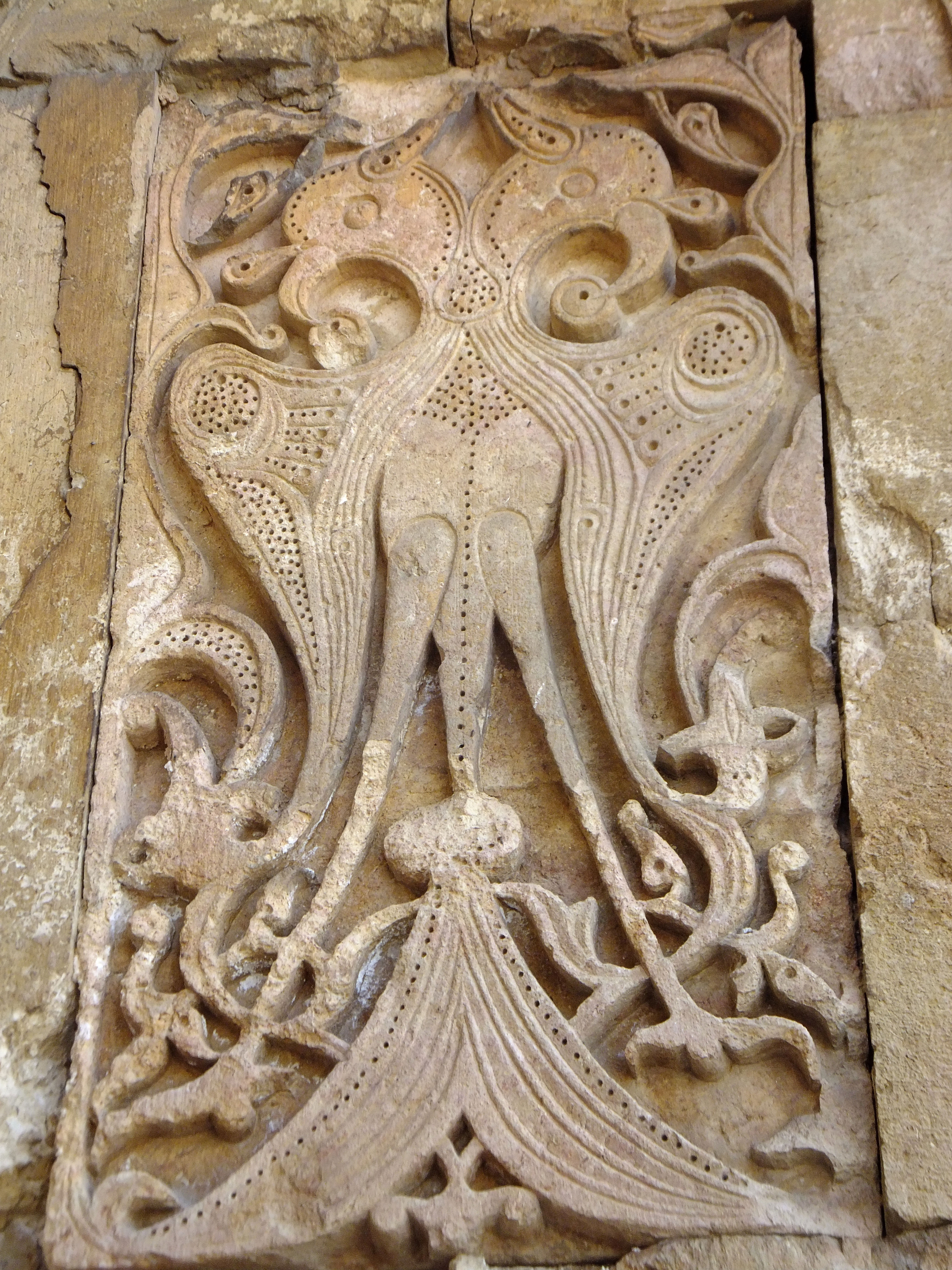
نقش نسر برأسين، القرن الثالث عشر، مسجد ومستشفى ديفريغى الكبير

استخدمت الثقافات الإسلامية التمثيلات التصويرية في فنها ولكن أقل شيوعًا في السياقات الدينية. كان السلاجقة غير مسبوق في استخدامهم الغزير لهذه الزخارف ووظفوها حتى في فنهم الديني والهندسة المعمارية. إحدى الطرق الرئيسية التي تم بها تمثيل الأشكال في العمارة السلجوقية هي من خلال النقوش الحجرية. عرض السلاجقة هذه الأشكال الفنية على مداخلهم، في أكثر الأماكن بروزًا. يمكن إرجاع هذه الممارسة إلى التقاليد المسيحية الأرمنية والتي تبناها السلاجقة بغزوهم للمنطقة. تم استخدام هذا النوع من الأعمال الحجرية في المباني المهجورة والتحصينات وأسوار المدينة، وغالبًا على المداخل والبوابات.
كانت الزخارف الحيوانية هي أكثر أنواع الصور استخدامًا في الإمبراطورية السلجوقية وكان الأسد هو المفضل. تم تصويرهم بشكل نموذجي في ارتفاع كامل. وغالبًا ما كانت الطيور الجارحة مرتبطة بالمقابر، وقد تنوع استخدامها لدى السلاجقة. كان النسر في الأصل رمزًا للأوغوز، وهي قبيلة تركية نشأ منها السلاجقة، وبالتالي ربط استخدام وتقاليد هذا الرمز بآسيا الوسطى قبل الإسلام. تم استخدام هذا الرمز غالبًا في المقابر والأضرحة، مما يدل على الاعتقاد بأن الطيور كانت نوعًا من المرشدين السماويين. عثر على أمثلة من نقوش النسر على قبر الأمير سلتوق في أرضروم وقبر هودافيند خاتون في نيدا.
بينما يظهر النسر عادةً على الهياكل المتعلقة بالموت، كان للنسر ذي الرأسين معنى أكثر تعقيدًا ويظهر تقليديًا في العمارة الأكثر قدسية. تم تصويرها على أنها حيوانات شرسة، مثل الأسود، ويُعتقد أنها دافع وقائي (يظهر هذا خصوصًا عند عرضها على هياكل غير مقدسة، مثل أسوار المدينة والقصور). في بعض الأحيان تم تهجين هذه الطيور مع حيوانات أخرى مهددة، مثل التنانين. عند استخدامها في الأضرحة والمقابر، ترتبط الطيور ذات الرأسين بالطائر المفرد الجارح، ويُعتقد أنها طيور روحية. توجد أمثلة على شكل النسر ذي الرأسين كرمز للقوة في أبراج أرتق في أسوار مدينة ديار بكر. تظهر أيضًا في المدخل الغربي للمسجد الكبير لديفريغي على خلفية من الأرابيسك، وعلى دونر قبة في قيصري فوق شجرة الحياة.

## أُنظر أيضًا
- تماثيل جصية سلجوقية
- قائمة الخانات السلجوقية في تركيا
- الإمبراطورية السلجوقية
- سلاجقة الروم

## فهرس
- Bedrosian، Robert (1999). "Armenia during the Seljuk and Mongol Periods". في Hovannisian، Richard (المحرر). The Armenian People From Ancient to Modern Times: The Dynastic Periods from Antiquity to the Fourteenth Century. St. Martin's Press. ج. I.
- Blair، Sheila؛ Bloom، Jonathan M. (1995). The Art and Architecture of Islam 1250–1800. Yale University Press. ISBN:978-0-300-06465-0. مؤرشف من الأصل في 2022-11-07.
- Blair، Sheila؛ Bloom، Jonathan (2004). "West Asia:1000-1500". في Onians، John (المحرر). Atlas of World Art. Laurence King Publishing.
- Blessing، Patricia (2014). Rebuilding Anatolia after the Mongol Conquest: Islamic Architecture in the Lands of Rūm, 1240–1330. Routledge. ISBN:978-1-4724-2406-8. مؤرشف من الأصل في 2022-08-23.
- Bloom، Jonathan M.؛ Blair، Sheila (2009). The Grove Encyclopedia of Islamic Art & Architecture. Oxford University Press. ISBN:978-0-19-530991-1. مؤرشف من الأصل في 2022-11-07. اطلع عليه بتاريخ 2013-03-15.
- Crane، H. (1993). "Notes on Saldjūq Architectural Patronage in Thirteenth Century Anatolia". Journal of the Economic and Social History of the Orient. ج. 36 ع. 1: 1–57. DOI:10.1163/156852093X00010.
- Kuban، Doğan (2001). The Miracle of Divriği. YKY. ISBN:975080290X.
- Ettinghausen، Richard؛ Grabar، Oleg؛ Jenkins-Madina، Marilyn (2001). Islamic Art and Architecture: 650–1250. Yale University Press. ISBN:978-0-300-08869-4. مؤرشف من الأصل في 2022-11-07. اطلع عليه بتاريخ 2013-03-17.
- Flood، Finbarr Barry (2007). "Lost in Translation: Architecture, Taxonomy, and the Eastern "Turks"". Muqarnas. ج. 24: 79–115. DOI:10.1163/22118993-90000112.
- Hattstein، Markus؛ Delius، Peter، المحررون (2011). Islam: Art and Architecture. h.f.ullmann. ISBN:9783848003808.
- Saladin، H. (1908). "Architecture(Muhammadan)". في Hastings، James؛ Alexander، John (المحررون). Encyclopaedia of Religion and Ethics. Charles Scribner's son. ج. 1.
- Saoud، Rabah (2003). Al-Hassani، Salim (المحرر). "Muslim Architecture Under Seljuk Patronage (1038-1327)" (PDF). Foundation for Science Technology and Civilisation. مؤرشف من الأصل (PDF) في 2022-11-24.

## روابط خارجية
- قاموس Archnet.org: العمارة السلجوقية
- Turkeytravelplanner.com: العمارة السلجوقية